# Range Rover

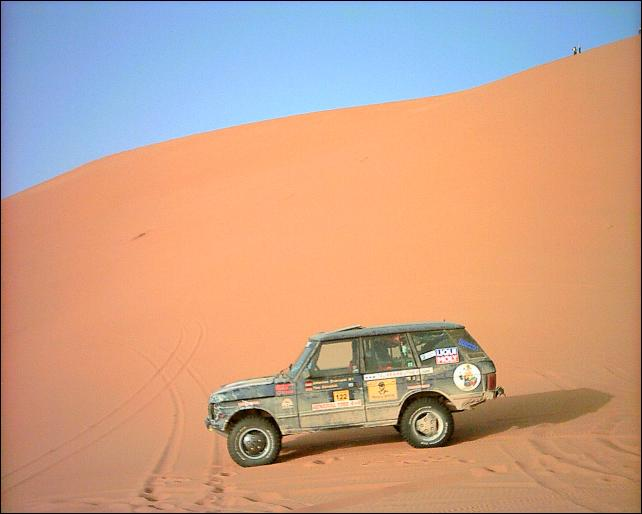
Range Rover Classic bei einer Sahara-Rallye

Der Range Rover ist ein SUV der Oberklasse von Land Rover, der im Sommer 1970 in den Markt eingeführt wurde und seit Herbst 2021 in der fünften Generation angeboten wird.
Der Range Rover erfüllte bis 2002 noch die konstruktiven Kriterien eines Geländewagens. Ab der von BMW entwickelten dritten Generation entsprechen die Spezifikationen denen eines SUVs. Die ersten Modelle des Range Rovers waren Wegbereiter für Sport Utility Vehicles, aber im Gegensatz zur Mehrzahl dieser Fahrzeuge höchst geländetauglich. Ebenfalls als Range Rover bezeichnet werden der Range Rover Evoque, der Range Rover Sport und der Range Rover Velar.

## Marke oder Modell
Genau wie der Land Rover und der Freight Rover war auch der Range Rover zunächst ein Modell des britischen Herstellers Rover und keine eigene Marke. Mit der Abspaltung und Umstrukturierung innerhalb von British Leyland war der Grundstein für die Trennung von Rover (Teil der Austin Rover Group) und Land Rover und Range Rover (Teil der Land Rover Leyland Group) gelegt. Seitdem ist der Range Rover als Modell neben dem Land Rover Series III unter der Marke Land Rover anzusehen.
Jaguar Land Rover gehört seit 2008 als Tochterunternehmen zur indischen Tata Motors. Unter der jetzigen Eigentümerin zeichnete sich kurzzeitig eine Etablierung der Marke „Range Rover“ ab. Anzeichen dafür waren die zwei Bereiche der gemeinsamen Webpräsenz: Range Rover, Range Rover Sport und Range Rover Evoque auf der einen und Land Rover Defender, Land Rover Freelander 2 und dem Land Rover Discovery 4 auf der anderen Seite. Die Unternehmenspolitik hat sich aber im Jahr 2013 wieder geändert, da beim Range Rover Evoque das Land-Rover-Logo erstmals im Kühlergrill aufgenommen wurde und auch der Range Rover (MK IV) mit deutlich sichtbaren Land-Rover-Logos im Kühlergrill, auf den Nabenabdeckungen der Räder sowie auf dem Kofferraumdeckel versehen ist. Die korrekte Modellbezeichnung beispielsweise eines Range Rover Sport ist also „Land Rover Range Rover Sport“.

## Range Rover/Classic (1970–1996)
Der erste Range Rover wurde am 17. Juni 1970 offiziell vorgestellt und von Juli 1970 bis Februar 1996 hergestellt, dabei jedoch technisch ständig weiterentwickelt. Sein permanenter Allradantrieb, Schraubenfederung und nicht zuletzt der 3,5-l-V8-Motor haben damals den Geländewagenmarkt revolutioniert. Der Range Rover galt bereits in den 1970er-Jahren als Vorbild für eine Reihe anderer luxuriöser Geländewagen, darunter der Monteverdi Safari und der Felber Oasis. Bereits Jahre zuvor gab es den Jeep Wagoneer teilweise auch mit V8-Motor, jedoch noch mit Blattfederung.
Der Range Rover besaß, ähnlich wie der Rover P6, einen Kastenrahmen, auf den ein mit Leichtmetallblechen beplanktes Stahlgerippe aufgeschraubt war. Die Heckklappe war horizontal geteilt und von Anfang an pneumatisch abgestützt. Ebenso von Anfang an serienmäßig waren fünf Sicherheitsgurte und eine Drehstromlichtmaschine. Bei dem V8-Motor handelte es sich um eine Variante des im Rover P6 verwendeten Aggregats. Die schraubengefederten Achsen wurden von Längslenkern geführt, wozu vorn noch ein Panhardstab, und hinten eine zentrale dreieckige Schwinge mit Hydromat von Boge zur Niveauregulierung kam.
Das Fahrzeug war zunächst als reiner Dreitürer konzipiert. Rover sah sich in den 1970er-Jahren finanziell nicht in der Lage, selbst eine fünftürige Variante zu entwickeln, obwohl entsprechende Nachfragen der Kunden zu verzeichnen waren. Zwischen 1980 und 1982 entwickelte und baute der Schweizer Sportwagenhersteller Monteverdi im Auftrag von British Leyland eine fünftürige Version, die in einigen Ländern offiziell über Rover-Händler unter dem Namen Range Rover Monteverdi vertrieben wurde. Insgesamt wurden 167 Exemplare hergestellt, die meisten davon blieben in der Schweiz. Eine Reihe von Monteverdi-Umbauten gelangten aber auch nach Großbritannien, und das britische Königshaus übernahm zwei Fahrzeuge in den eigenen Fuhrpark. Nicht geklärt ist die Frage, ob die Range Rovers in Monteverdis Werkstätten in Basel umgebaut wurden oder ob – wie seinerzeit bei Monteverdi üblich – auch in diesem Fall die Carrozzeria Fissore oder eine andere oberitalienische Karosseriewerkstatt die Arbeiten durchführte. In den Monteverdi-Unterlagen finden sich hierzu keine Angaben.
Ab August 1981 stellte Range Rover die fünftürige Version selbst her. Wesentliche Elemente der Monteverdi-Konstruktion wurden dabei übernommen.

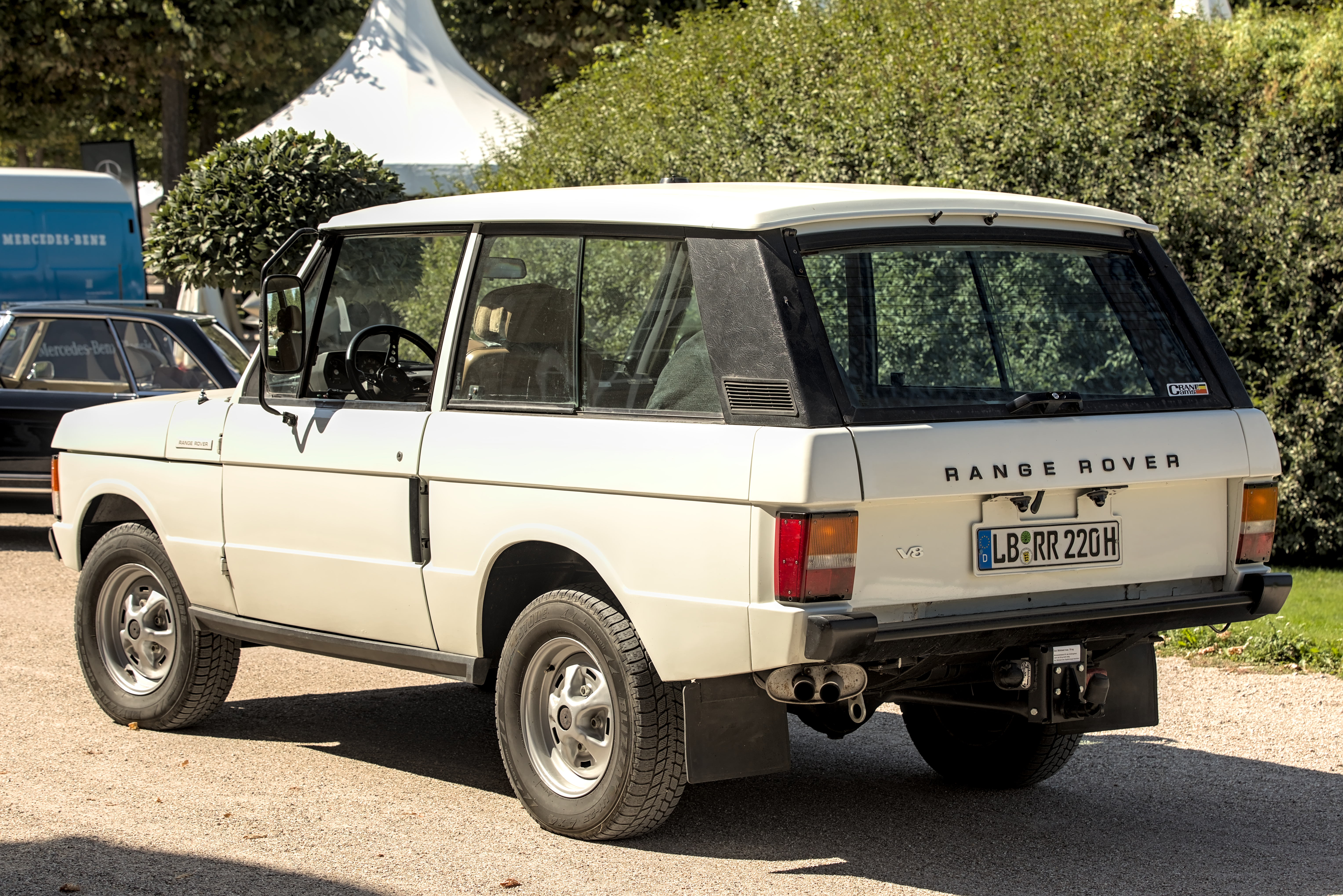
Heckansicht
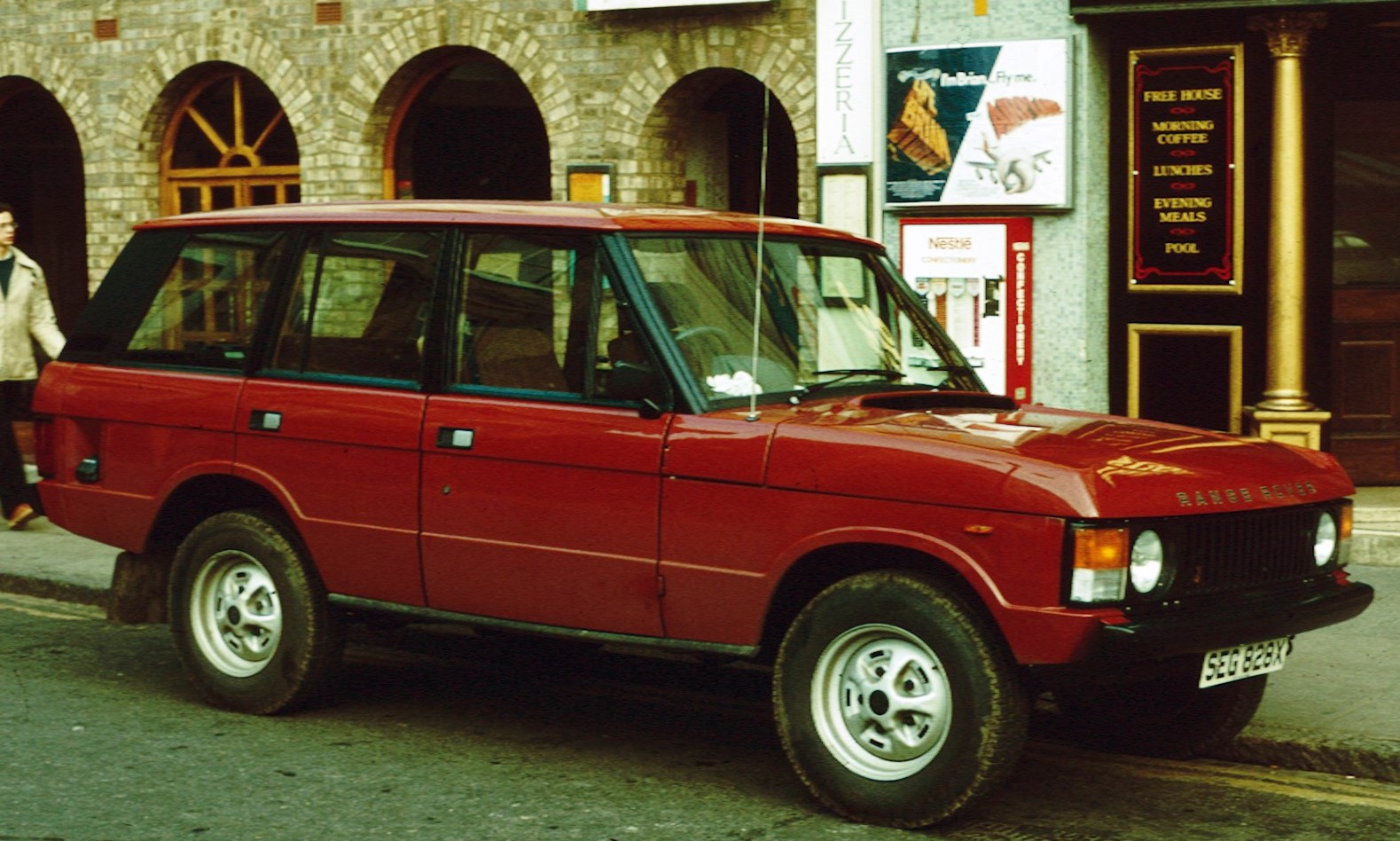
Range Rover Fünftürer (1980–1985)
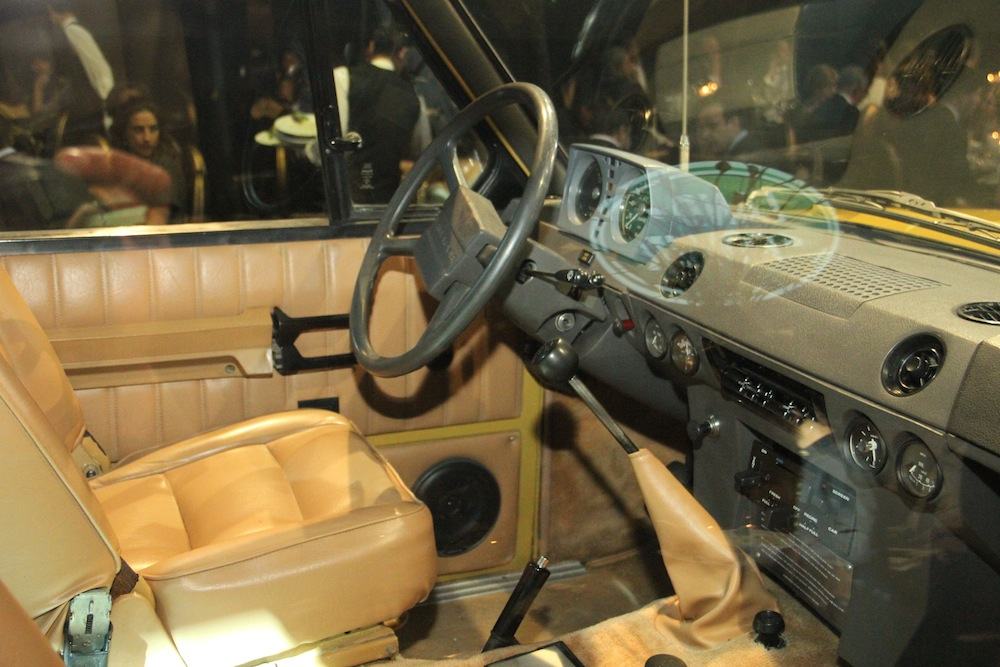
Innenraum

Im Oktober 1985 wurde der Range Rover optisch und technisch leicht modifiziert. Dabei erhielt der Motor eine Saugrohreinspritzung.
Im November 1988 wurde der Hubraum des Aluminium-Motorblocks von 3,5 Liter auf 3,9 Liter erhöht.
Im September 1992 wurde der LSE, eine um 203 mm verlängerte, mit auf 4,2 Litern vergrößertem Hubraum und Luftfederung ausgestattete Variante eingeführt. Wie die damaligen Land Rover Series III basierte der Range Rover auf einem Leiterrahmen mit zwei Starrachsen im Abstand von 2,54 Metern (100 Zoll), eine bewährte und robuste Konstruktion.
Trotz seiner komfortablen, auf Wunsch auch luxuriösen Innenausstattung und seines straßentauglichen Erscheinungsbildes ist der Range Rover „Classic“ auch ohne Modifikationen ein tauglicher Geländewagen. Der lange Federweg der Achsen und die relativ hohe Bodenfreiheit sorgen auch unter schwierigen Bedingungen für Bodenhaftung. Der drehmomentstarke 3,9-Liter-Rover-V8 leistet 127 kW (173 PS) bei 4.500 min−1 und sorgt zusammen mit der Sperre des Längsdifferenzials und der Untersetzung für hohe Traktionsleistung.

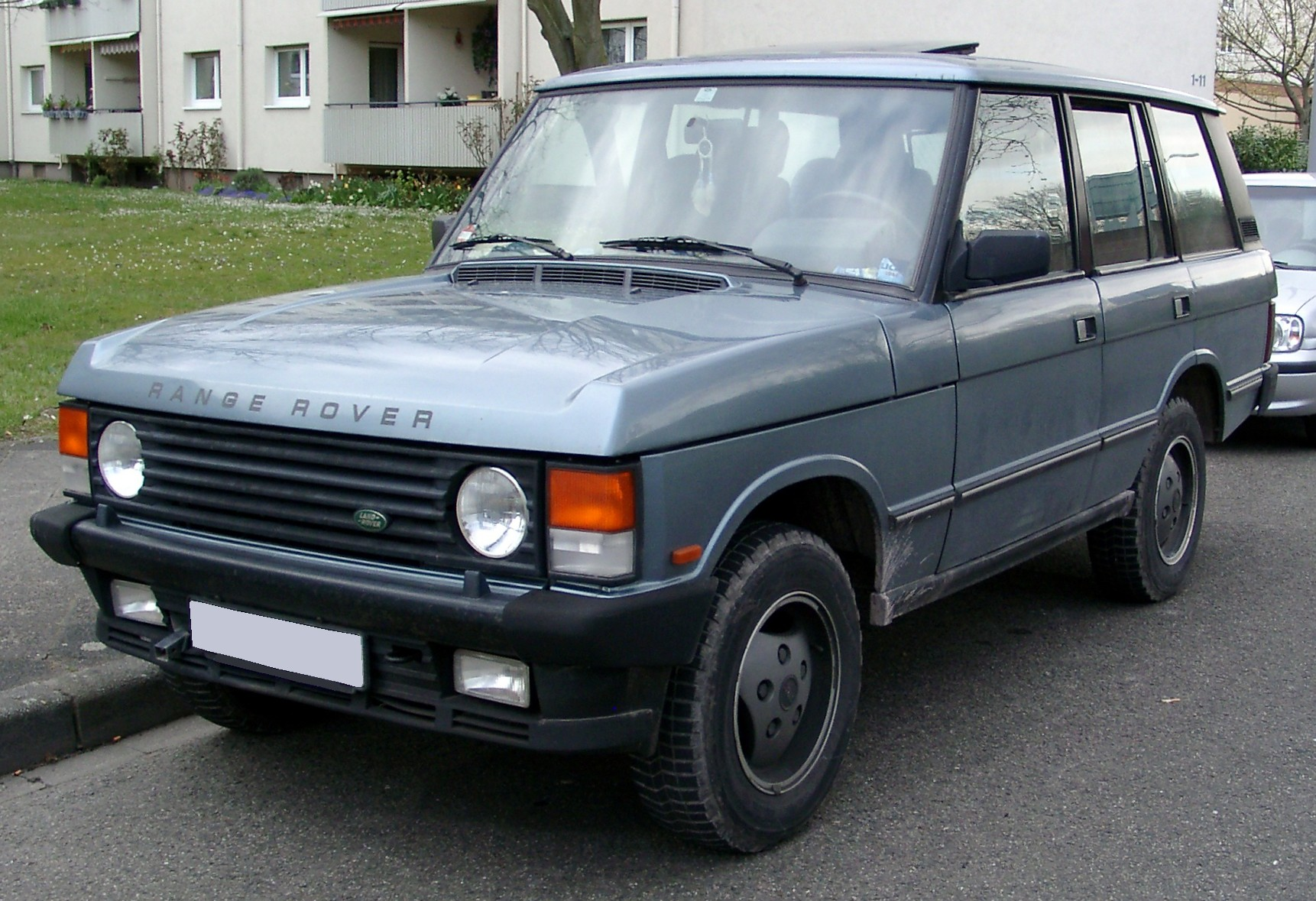
Range Rover Fünftürer (1985–1995)
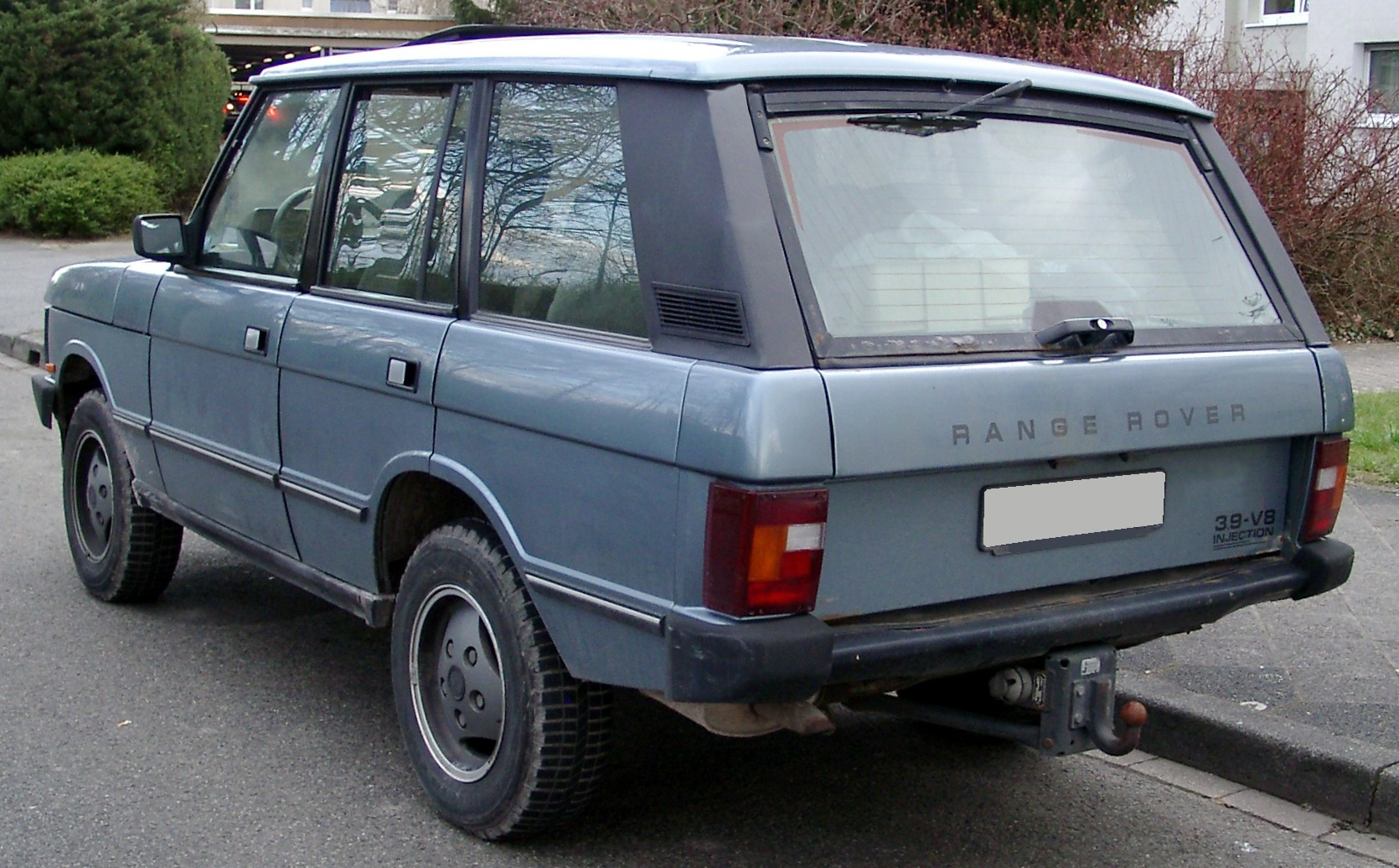
Heckansicht
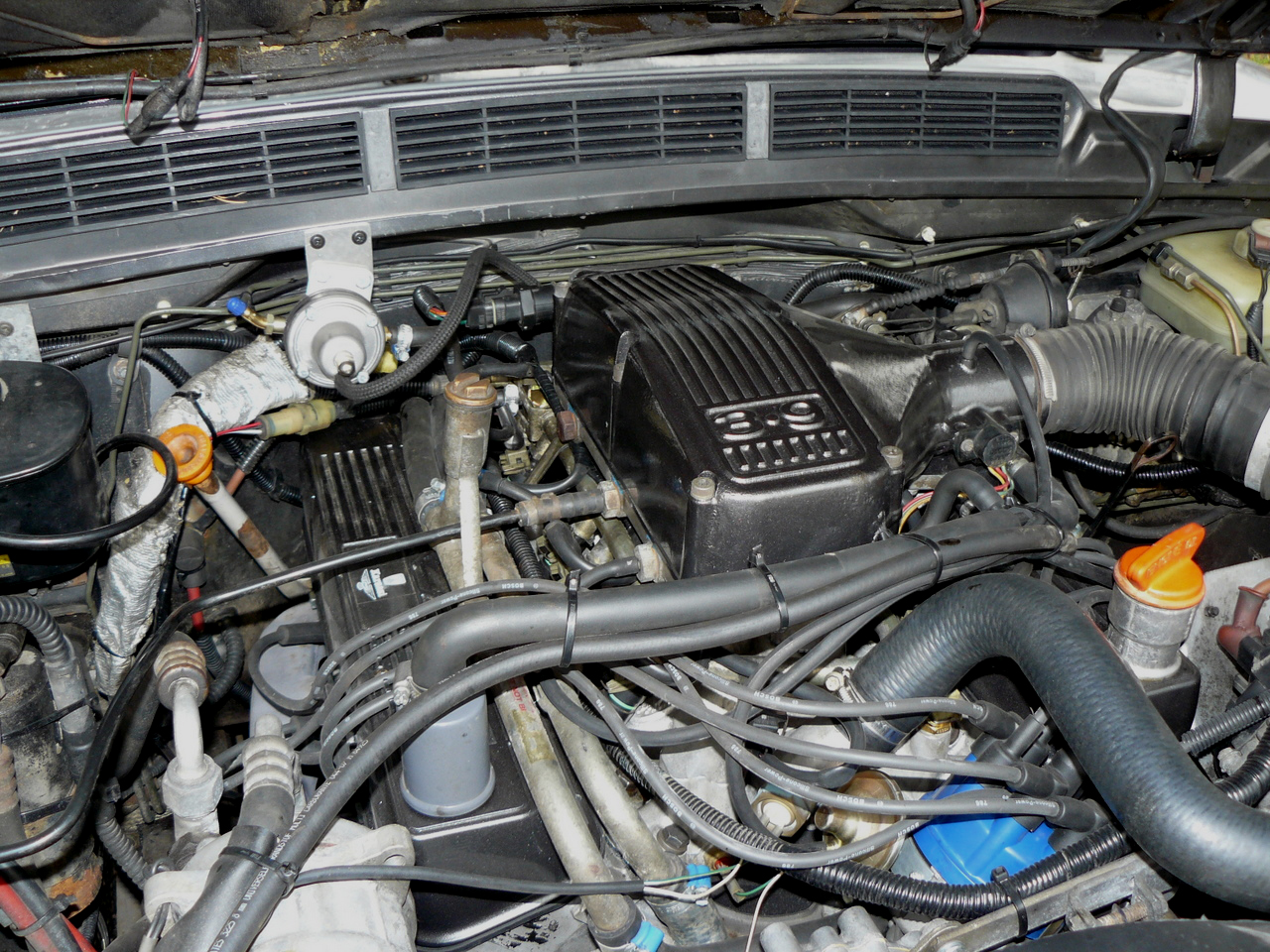
Blick auf den 3,9 l-V8-Motor

Ende 1995 lief die Produktion der ersten Generation aus. Zuletzt blieb sie noch neben der im Frühjahr 1994 präsentierten zweiten Auflage als „Classic“ im Programm.

## Range Rover (P38A/LP, 1994–2002)
Bereits 1988 begann man bei Land Rover mit der Entwicklung des Nachfolgers für den Range Rover. Dieser hatte sich seit seiner Einführung im Sommer 1970 zunehmend in Richtung Luxussegment bewegt, gleichzeitig war der neue Discovery fast fertiggestellt und es war absehbar, dass das ursprüngliche Fahrzeugkonzept des Classic früher oder später modernisiert werden musste. Das Projekt wurde intern zuerst unter der Bezeichnung Pegasus geführt (ein Hinweis auf die Luftfederung), später als Projekt 38A (so hieß das Gebäude, in dem die Projektbeteiligten arbeiteten).

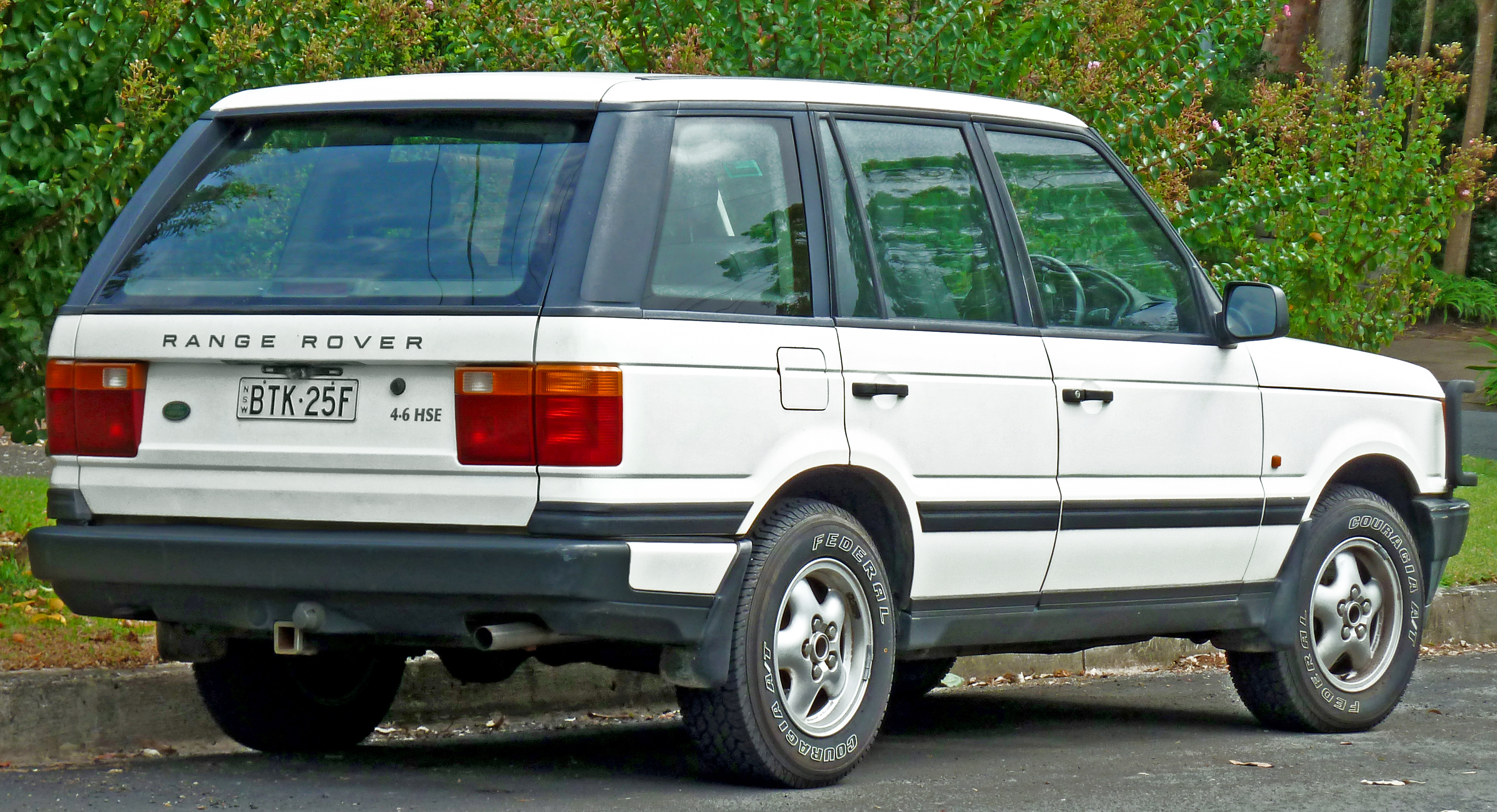
Heckansicht

George Thomson war zu dieser Zeit Styling Director bei Land Rover, und ihm oblag die Aufgabe, das Ursprungsdesign in eine aktuelle Formensprache umzusetzen, die sowohl bestehende als auch neue Kunden ansprechen sollte. Verschiedene Entwürfe wurden angefertigt, am Prozess beteiligt waren die renommierten Büros Pininfarina, Italdesign Giugiaro, Bertone, John Heffernan und Ken Greenley. In die finale Auswahlrunde kamen der Entwurf von Bertone sowie der Vorschlag der Land-Rover-Designabteilung, von denen jeweils 1:1-Modelle gefertigt wurden. Intensive Marktforschung und Akzeptanztests mit Teilnehmern aus mehreren Ländern führte zu der Erkenntnis, dass der Bertone-Entwurf nicht klar genug als Range Rover zu erkennen sei, so dass das Design von Thomsons Team zum Zuge kam.
Am 29. September 1994 wurde der „New Range Rover“ der Öffentlichkeit präsentiert. Es war das erste neu vorgestellte Modell der Rover Group nach der Übernahme durch BMW, und es sollte auch in den folgenden Jahren zusammen mit dem Mini das Modell bleiben, an dem Wolfgang Reitzle das größte Interesse zeigte.
Im Juni 1998 wurde ein kleines Facelift durchgeführt, was äußerlich an weißen Blinkergläsern vorn, abgedunkelten und im oberen Bereich farblosen Heckleuchten sowie schwarzen, abgerundeten Einfassungen in den rechteckigen Hauptscheinwerfern zu erkennen war.

### Motoren
Von diversen Sondermodellen abgesehen, gab es hauptsächlich folgende drei Motor- und zwei Ausstattungsvarianten:
- SE: 4,0-Liter-V8-Benziner mit 136–140 kW (185–190 PS; 06/1994–01/2002)
- HSE: 4,6-Liter-V8-Benziner mit 160–165 kW (218–224 PS; 06/1994–01/2002)
- DSE: 2,5-Liter-R6-Diesel mit 100 kW (136 PS, BMW M51D25; 06/1994–01/2002)

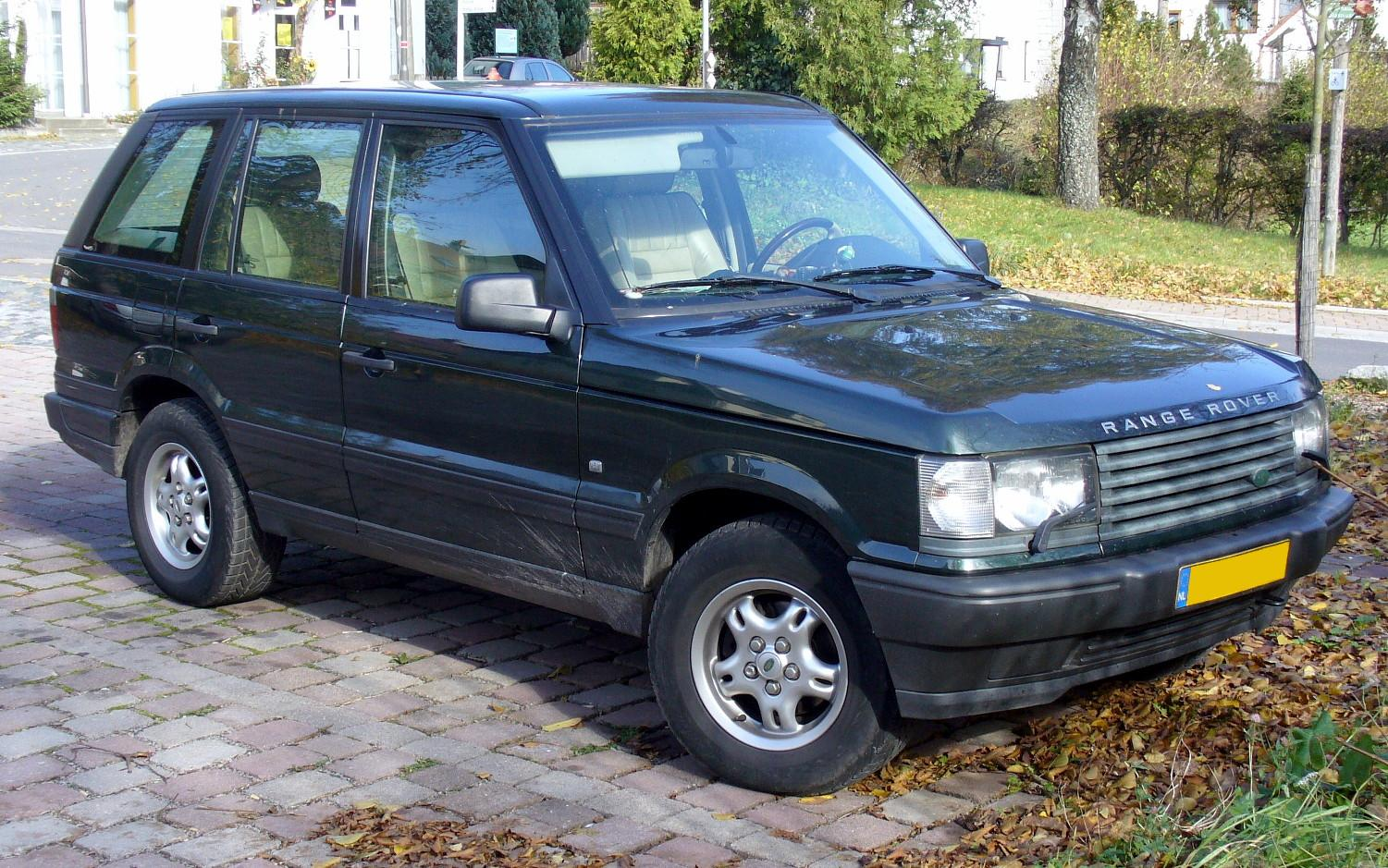
Range Rover 2.5 DSE (1998–2002)
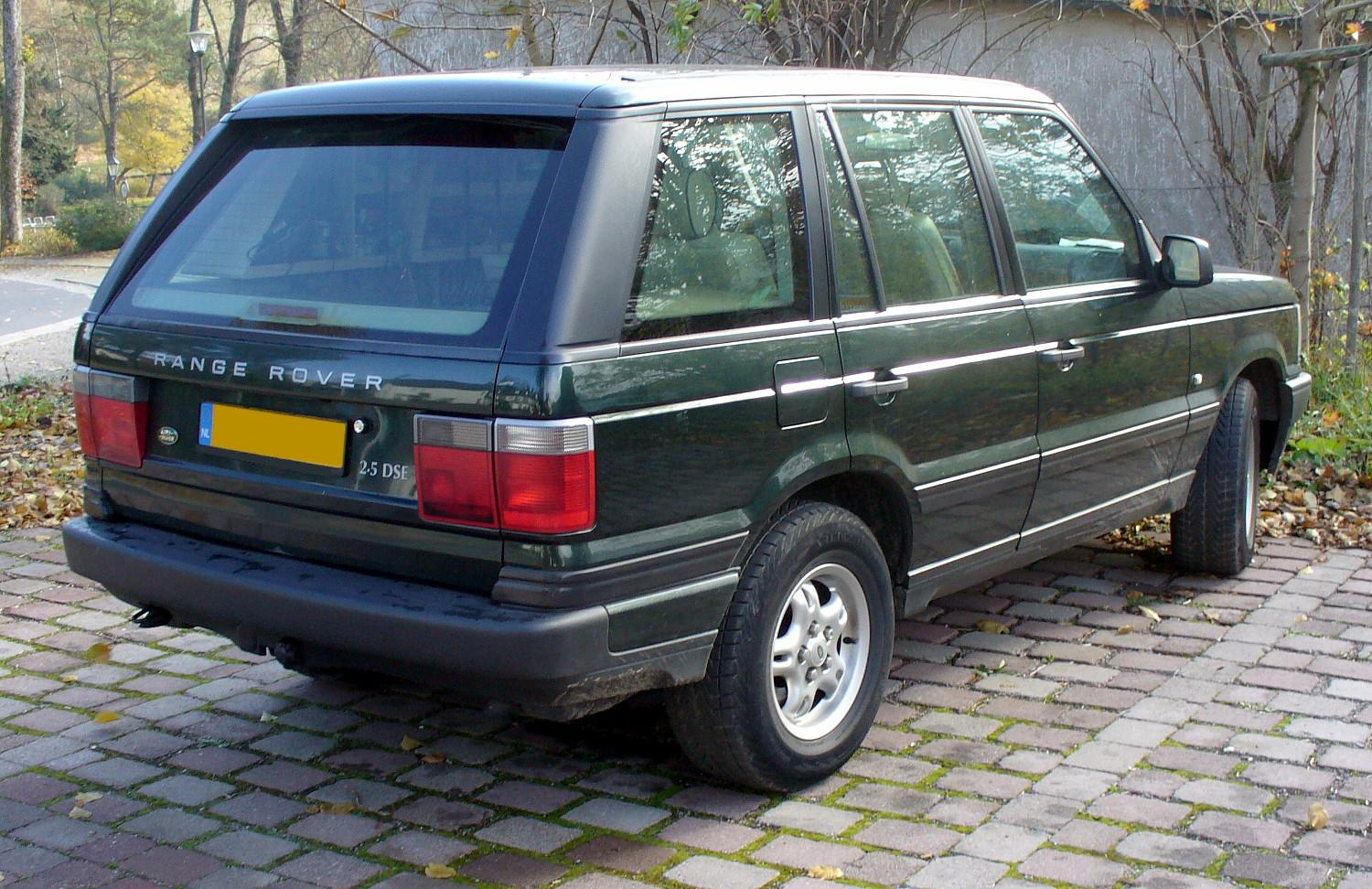
Heckansicht
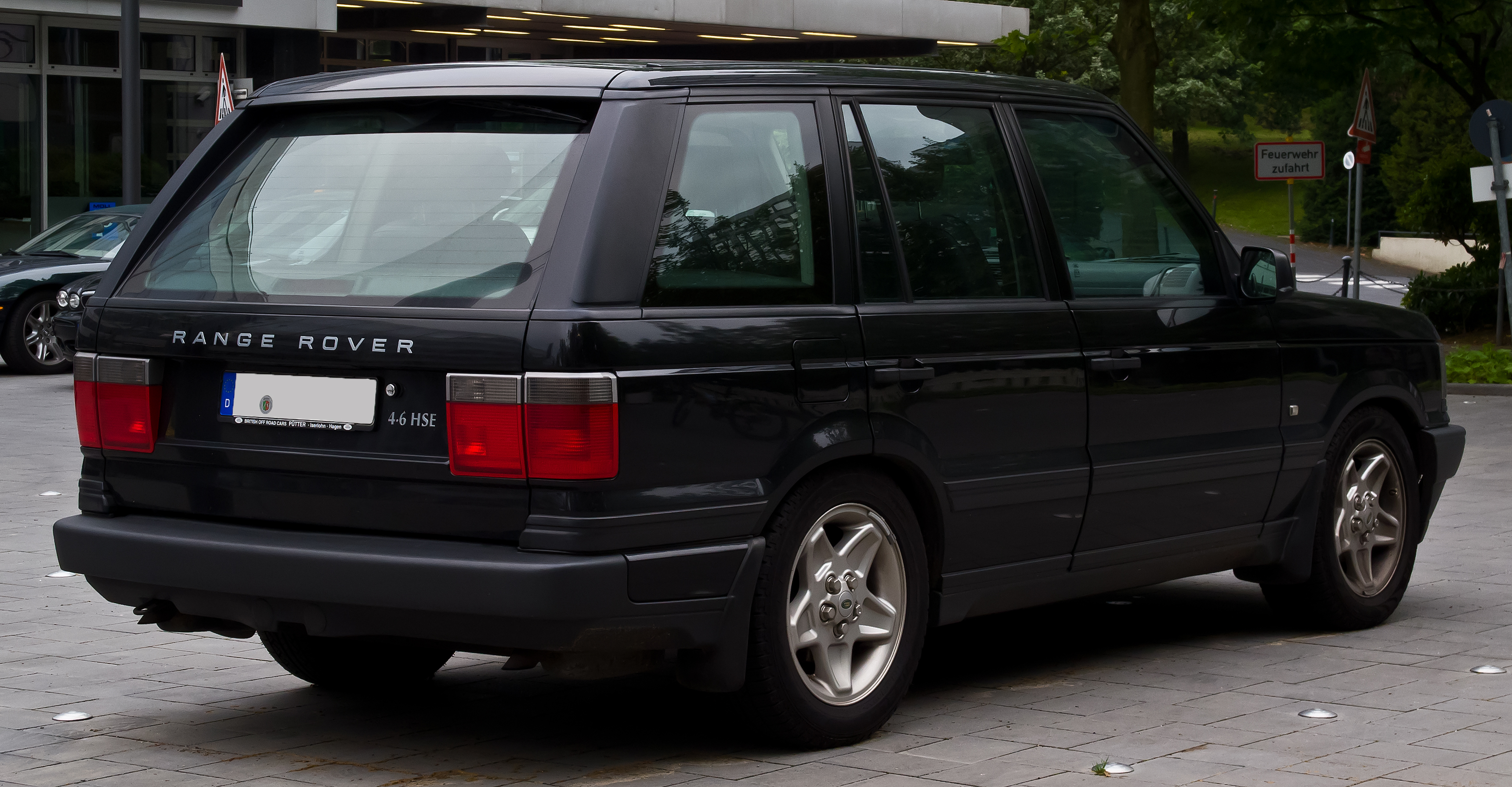
Range Rover 4.6 HSE (1998–2002)
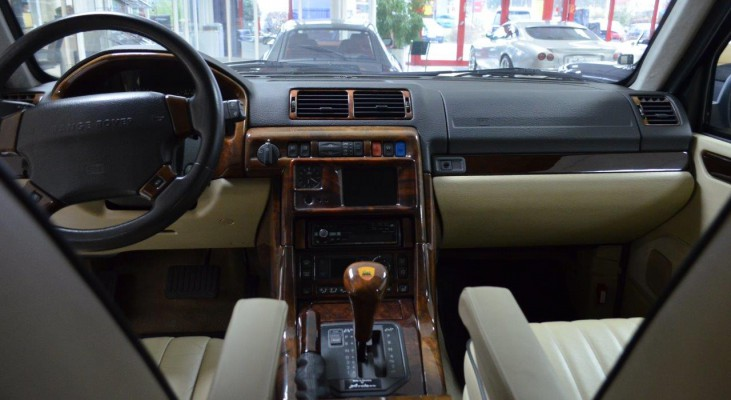
Innenraum

Die V8-Varianten waren Weiterentwicklungen auf Basis des bewährten Rover-V8-Blocks, der 1960 im Buick Special debütierte, während in den Dieselmodellen eine speziell angepasste Version des 2,5-Liter-Turbodieselmotors M51 von BMW verwendet wurde.
Auch der P38A basiert auf einem Leiterrahmen, in diesem Fall mit jeweils von Längslenkern und einem Panhardstab geführten Starrachsen. Alle Modelle verfügen über eine elektronisch gesteuerte Luftfederung, die es erlaubt die Bodenfreiheit an die jeweiligen Einsatzbedingungen anzupassen. Der P38A wurde von Mitte 1994 bis Anfang 2002 gebaut, wobei die letzten Fahrzeuge als Modelljahr '02 deklariert waren.
Das erste Fahrzeug aus der Serienfertigung im Juni 1994 hatte die Seriennummer MA300190.

## Range Rover (LM/L322, 2002–2012)
Die dritte Generation des Range Rovers (Code: L322) wurde am 11. Januar 2002 lanciert. Die Hauptänderungen waren die selbsttragende Karosserie sowie die Einzelradaufhängung. Bei der optischen Erscheinung wurde darauf geachtet, das typische Aussehen des Range Rovers wiederherzustellen. Als problematisch erwies sich, dass der Range Rover L322 von BMW entwickelt wurde (BMW Entwicklungscode L30), die Firma Land Rover allerdings bereits seit 2000 zu Ford gehörte. BMW verpflichtete sich zwar, bis auf weiteres Motoren und essentielle Komponenten zu liefern, doch an der technischen Weiterentwicklung nahmen die Aggregate nicht mehr teil.
Aus diesem Grund wurden bereits knapp zwei Jahre nach der Markteinführung technische Neuerungen (teilweise aus dem neuen Discovery 3) eingeführt. Der BMW-V8 wurde durch ein Jaguar-Aggregat (wahlweise mit Kompressor = Supercharged), das Fünf- durch ein Sechsgang-Automatikgetriebe und die Torsen-Sperre im Zentraldifferenzial durch eine elektronisch geregelte Lamellenkupplung ersetzt.
Zwischen Frühjahr 2006 und Herbst 2010 wurde der Range Rover auch mit einem 3,6-Liter-V8-Biturbo-Dieselmotor mit 200 kW (272 PS) sowie 640 Nm Drehmoment angeboten, welcher einer gemeinsamen Entwicklung mit PSA Peugeot Citroën entstammt.
Ende 2007 entfiel zudem der V8-Saugmotor, sodass nur noch der V8 Supercharged und der TDV8 angeboten wurden.

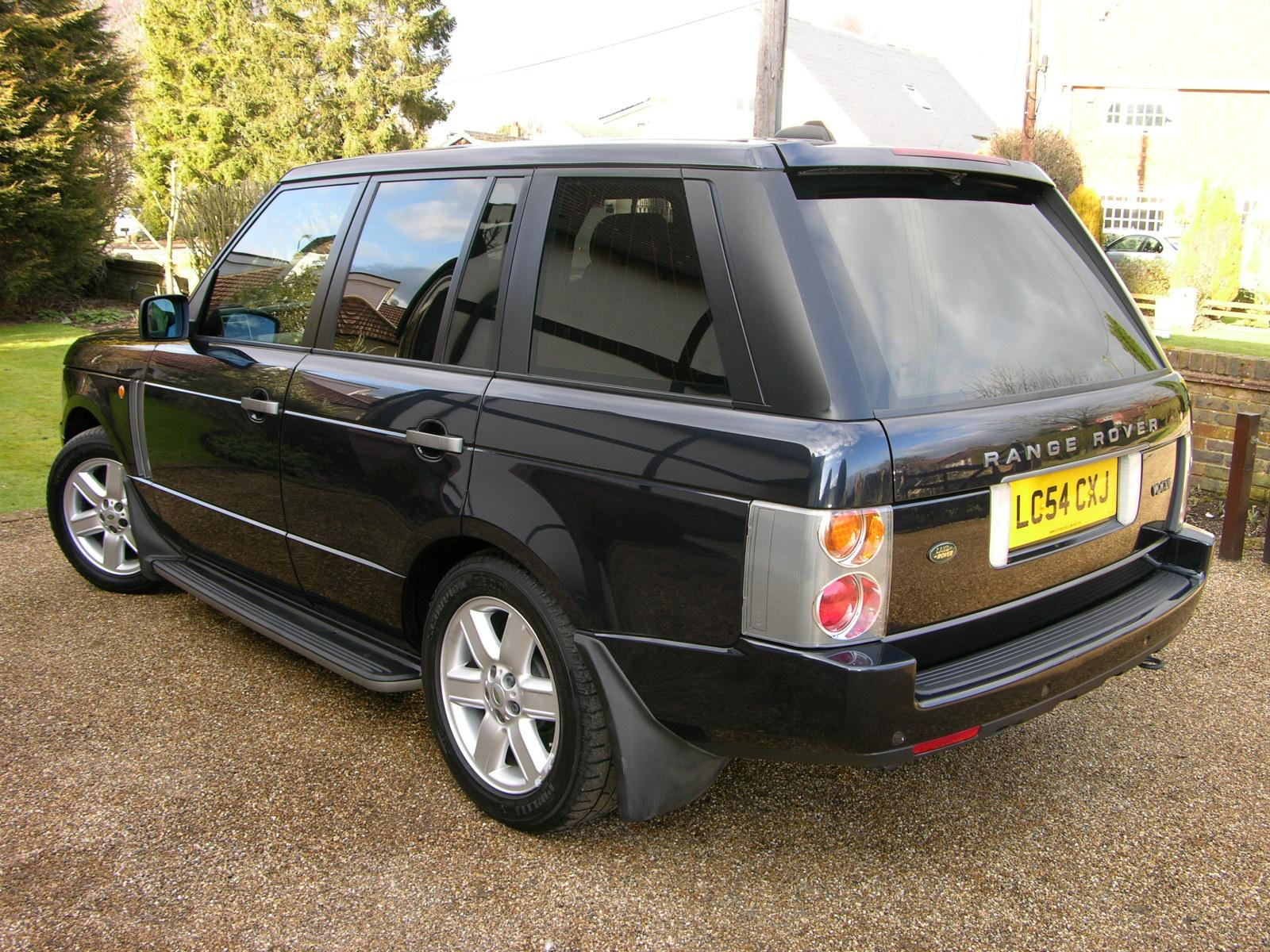
Heckansicht
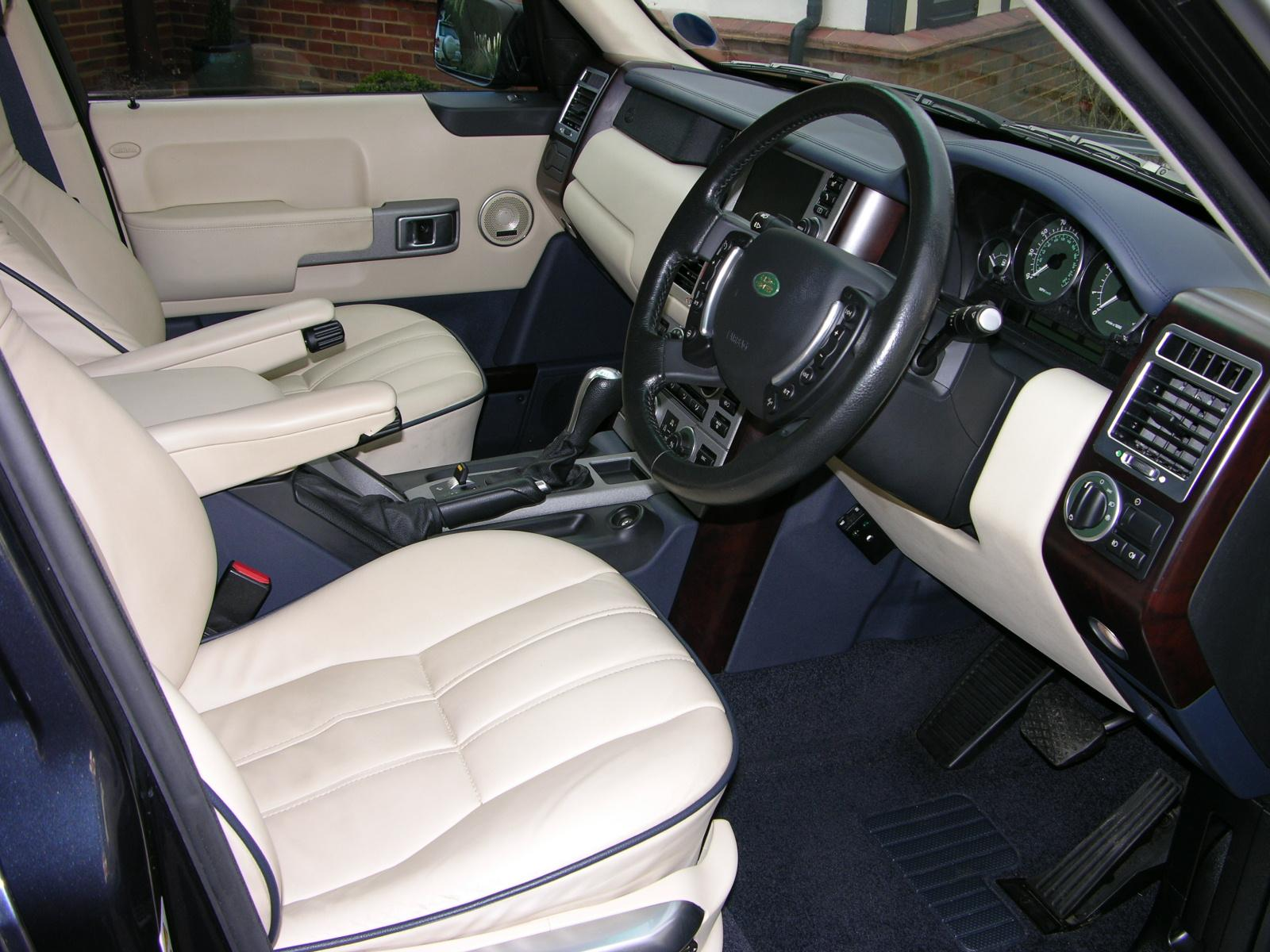
Innenraum
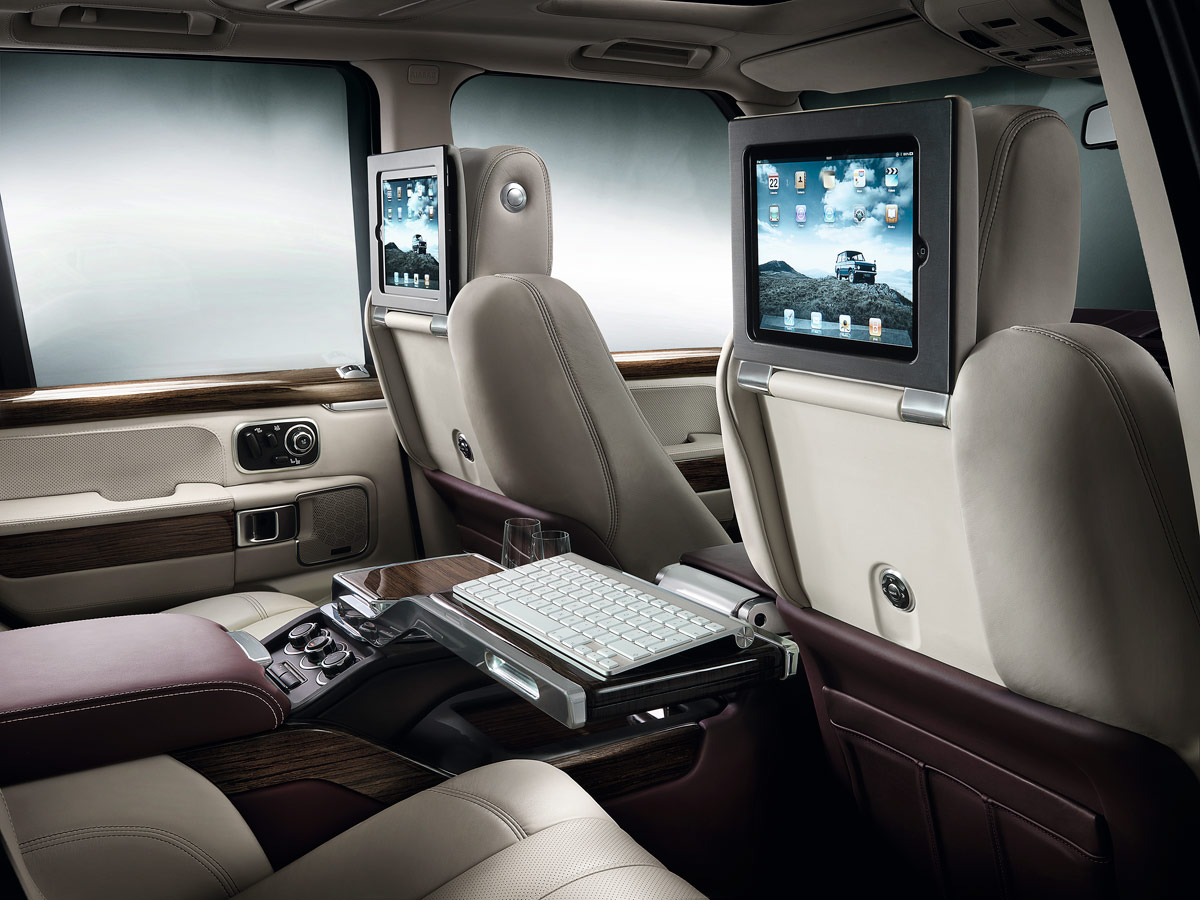
Autobiography Ultimate Edition E

### Modellpflegen

#### 2005
Im Mai 2005 wurde ein hauptsächlich technisches Facelift durchgeführt, bei dem modifizierte Motoren zum Einsatz kamen. Der Basis-V8 leistete nun 224 statt 210 kW. Zudem erweiterte ein 4,2 l großer V8 mit Kompressor die Palette, der eine Leistung von 291 kW entwickelt.

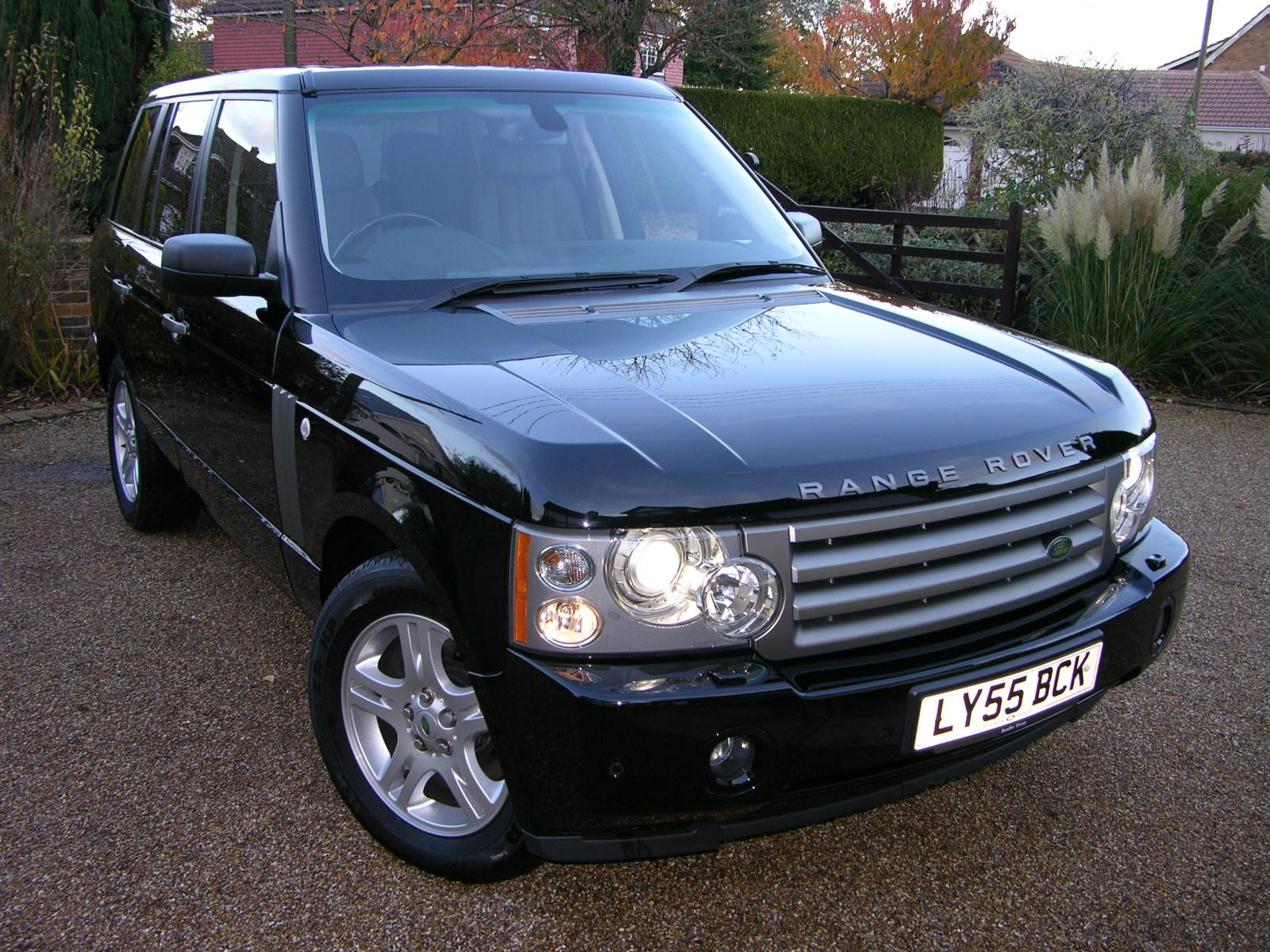
Range Rover (2005–2009)
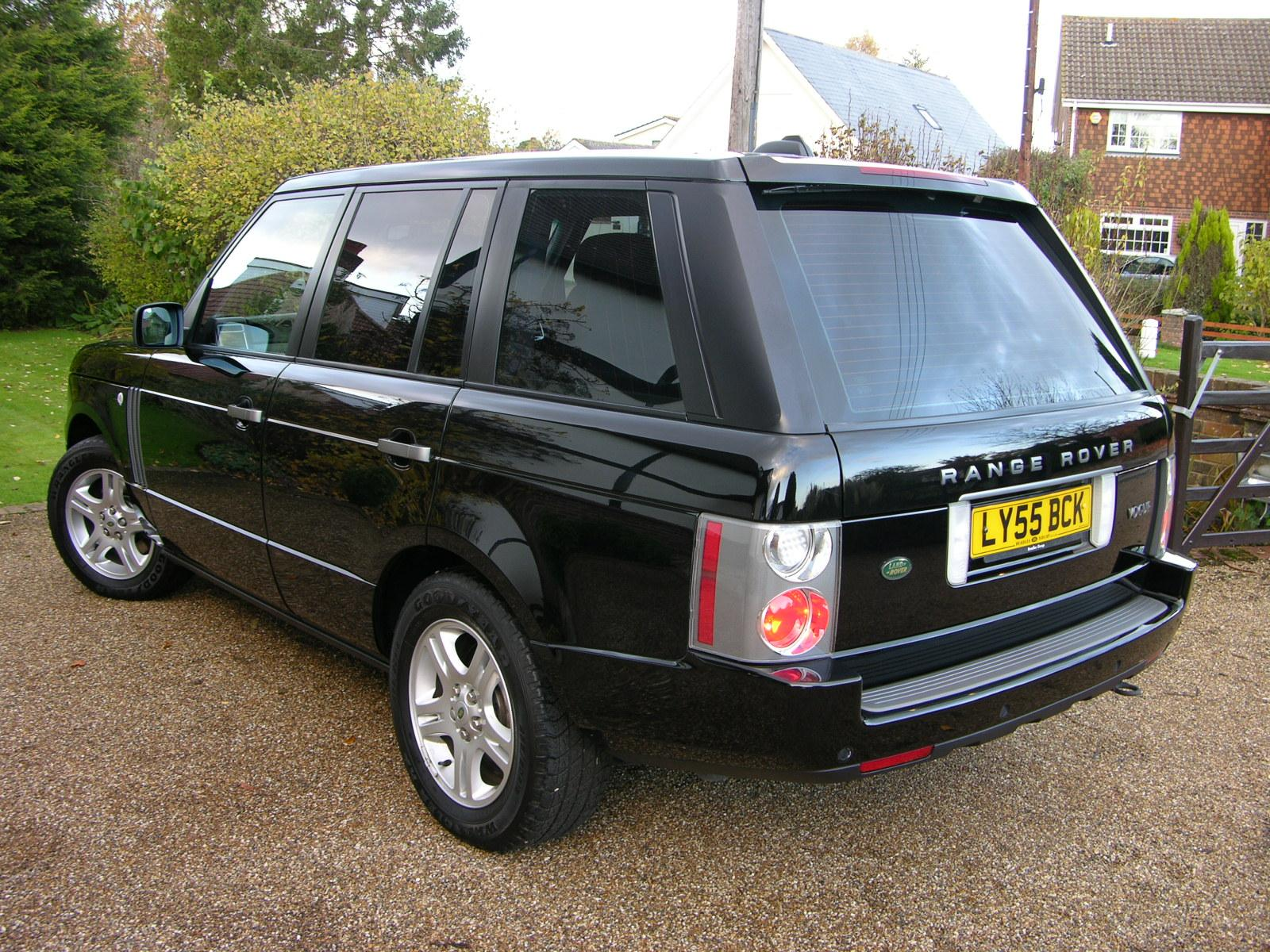
Heckansicht
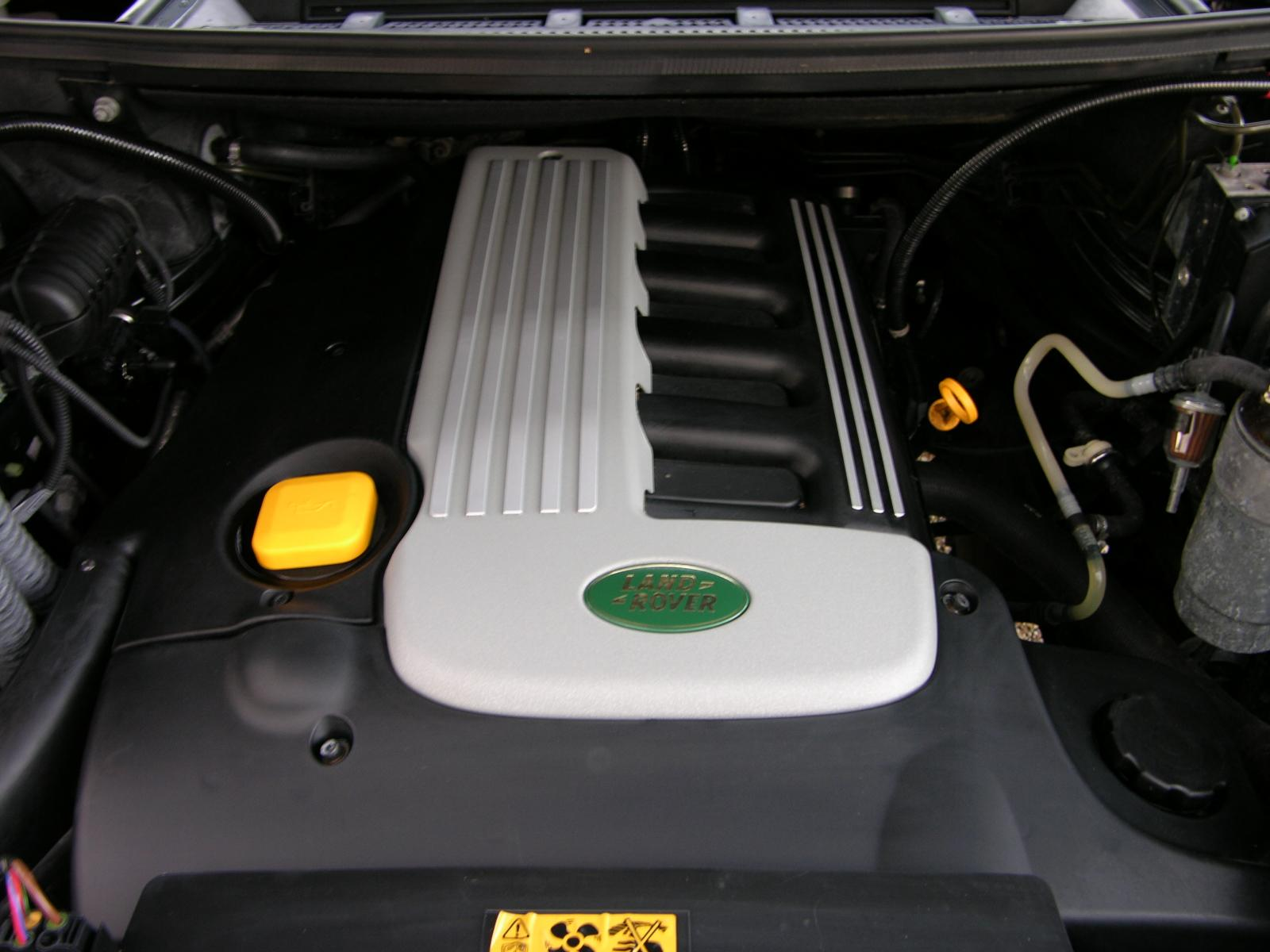
Blick auf den 2,9 l-Turbodieselmotor (2006)

#### 2009
Im September 2009 erfuhr der Range Rover eine Modellpflege. Dabei wurde neben dem Interieur und der Technik auch das Außendesign leicht überarbeitet. So ist das überarbeitete Modell an neuen Scheinwerfern und neuen Heckleuchten in LED-Technik sowie einem neuen Kühlergrill und Stoßfänger zu erkennen.
Der Hubraum des V8 Supercharged wurde auf fünf Liter vergrößert und leistete nun 375 kW.
Im September 2010 wurde ein neuer 4,4-Liter-V8-Diesel eingeführt, die Leistung stieg auf 230 kW/313 PS sowie 700 Nm kombiniert mit einer 8-Stufen-Automatik von ZF.

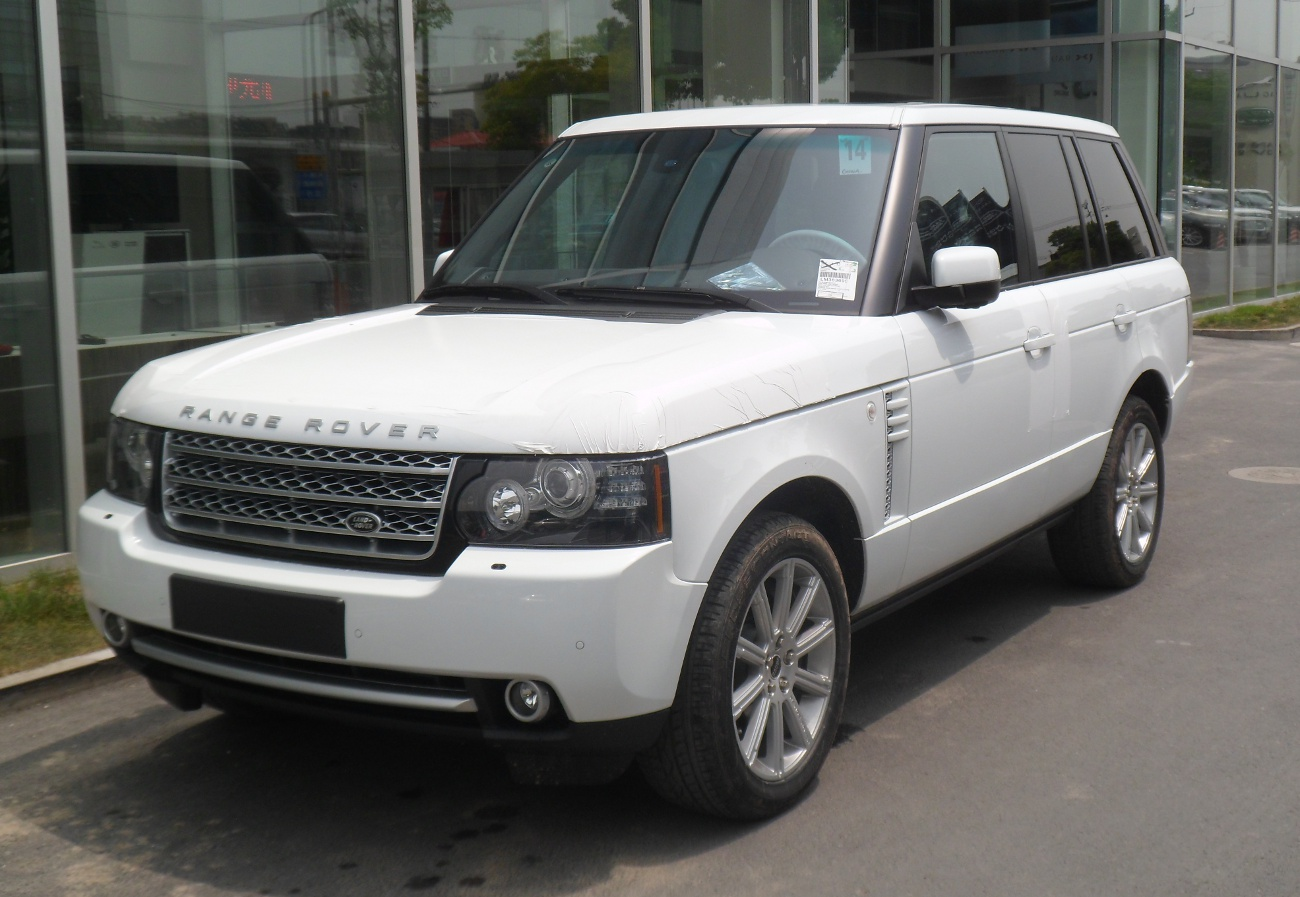
Range Rover (2009–2012)
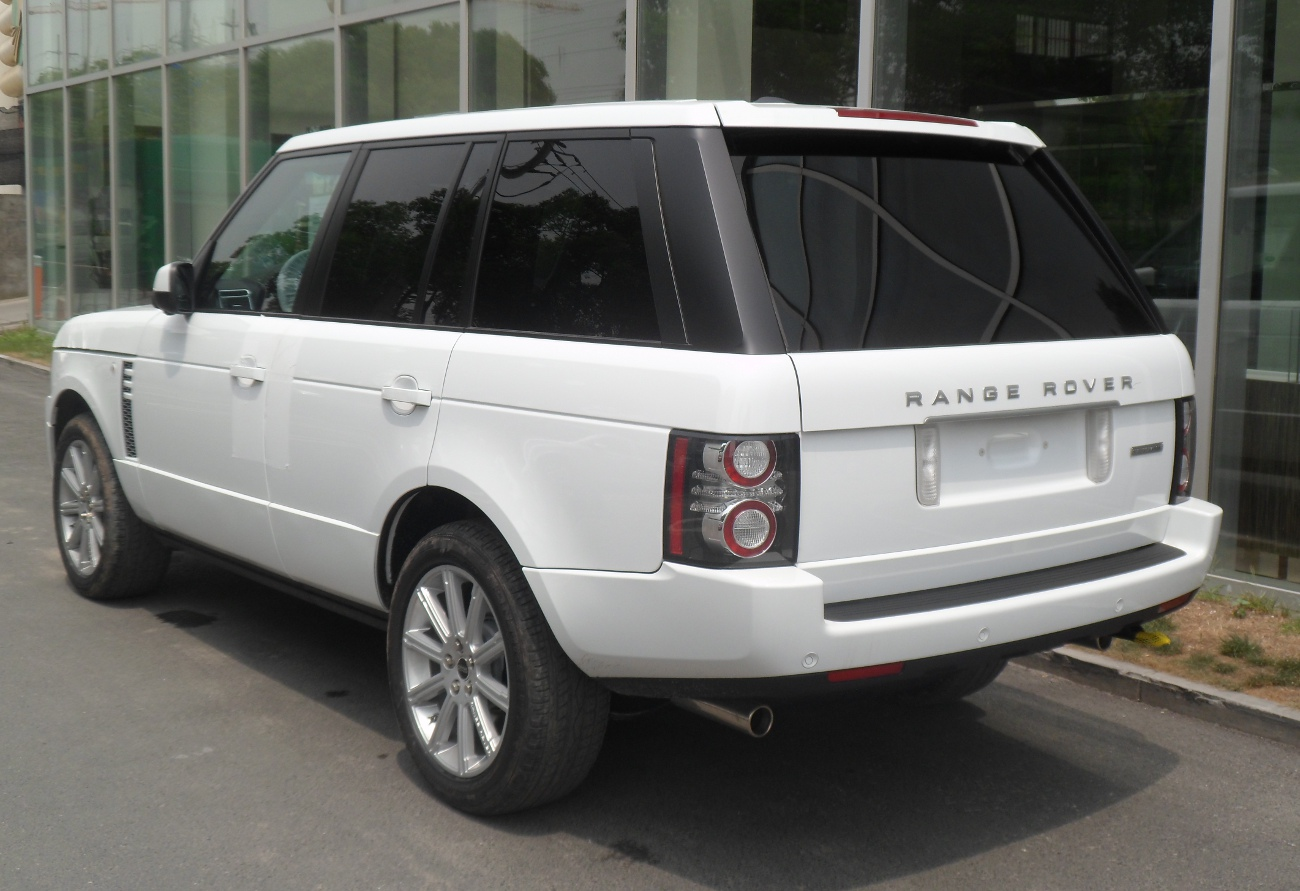
Heckansicht

Im Herbst 2012 wurde die Produktion des dritten Range Rovers beendet. Der Nachfolger wurde auf dem Pariser Autosalon vorgestellt.

### Technische Daten
| Kenngrößen                                  | V8                                              | V8                                              | V8 1                                            | V8 Supercharged                                 | V8 Supercharged                                 | TD6                            | TDV8                           | TDV8                           |
| Bauzeitraum                                 | 02/2002–05/2005                                 | 05/2005–11/2007                                 | 08/2009–08/2012                                 | 05/2005–07/2009                                 | 08/2009–08/2012                                 | 02/2002–03/2006                | 04/2006–10/2010                | 07/2010–08/2012                |
| Motorkenndaten                              |                                                 |                                                 |                                                 |                                                 |                                                 |                                |                                |                                |
| Motortyp                                    | BMW M62B44TÜ                                    | Jaguar AJ41                                     | Jaguar AJ133                                    | Jaguar AJ34S                                    | Jaguar AJ133                                    | BMW M57D30                     | PSA DT17                       | PSA DT17                       |
| Motorbauart                                 | V8-Ottomotor                                    | V8-Ottomotor                                    | V8-Ottomotor                                    | V8-Ottomotor                                    | V8-Ottomotor                                    | R6-Dieselmotor                 | V8-Dieselmotor                 | V8-Dieselmotor                 |
| Gemischaufbereitung                         | Saugrohreinspritzung (AJ133 Direkteinspritzung) | Saugrohreinspritzung (AJ133 Direkteinspritzung) | Saugrohreinspritzung (AJ133 Direkteinspritzung) | Saugrohreinspritzung (AJ133 Direkteinspritzung) | Saugrohreinspritzung (AJ133 Direkteinspritzung) | Common-Rail-Direkteinspritzung | Common-Rail-Direkteinspritzung | Common-Rail-Direkteinspritzung |
| Motoraufladung                              | —                                               | —                                               | —                                               | Kompressor                                      | Kompressor                                      | Turbolader                     | Biturbo                        | Biturbo                        |
| Hubraum                                     | 4398 cm³                                        | 4394 cm³                                        | 5000 cm³                                        | 4197 cm³                                        | 5000 cm³                                        | 2926 cm³                       | 3628 cm³                       | 4367 cm³                       |
| max. Leistung                               | 210 kW (286 PS) bei 5400/min                    | 224 kW (305 PS) bei 5750/min                    | 276 kW (375 PS) bei 6500/min                    | 291 kW (396 PS) bei 5750/min                    | 375 kW (510 PS) bei 6000–6500/min               | 130 kW (177 PS) bei 4000/min   | 200 kW (272 PS) bei 4000/min   | 230 kW (313 PS) bei 4000/min   |
| max. Drehmoment                             | 440 Nm bei 3600/min                             | 440 Nm bei 4000/min                             | 510 Nm bei 3500/min                             | 550 Nm bei 3500/min                             | 625 Nm bei 2500–5500/min                        | 390 Nm bei 2000/min            | 640 Nm bei 2000/min            | 700 Nm bei 1500–3000/min       |
| Kraftübertragung                            |                                                 |                                                 |                                                 |                                                 |                                                 |                                |                                |                                |
| Antrieb, serienmäßig                        | Allradantrieb                                   | Allradantrieb                                   | Allradantrieb                                   | Allradantrieb                                   | Allradantrieb                                   | Allradantrieb                  | Allradantrieb                  | Allradantrieb                  |
| Getriebe, serienmäßig                       | 5-Gang-Automatikgetriebe                        | 6-Gang-Automatikgetriebe                        | 6-Gang-Automatikgetriebe                        | 6-Gang-Automatikgetriebe                        | 6-Gang-Automatikgetriebe                        | 5-Gang-Automatikgetriebe       | 6-Gang-Automatikgetriebe       | 8-Gang-Automatikgetriebe       |
| Messwerte                                   |                                                 |                                                 |                                                 |                                                 |                                                 |                                |                                |                                |
| Höchstgeschwindigkeit                       | 208 km/h                                        | 205 km/h                                        | 210 km/h                                        | 225 km/h                                        | 225 km/h                                        | 179 km/h                       | 200 km/h                       | 210 km/h                       |
| Beschleunigung, 0–100 km/h                  | 9,2 s                                           | 8,7 s                                           | 7,5 s                                           | 7,7 s                                           | 6,2 s                                           | 13,6 s                         | 9,2 s                          | 7,8 s                          |
| Kraftstoffverbrauch auf 100 km (kombiniert) | 16,2 l Super                                    | 14,9 l Super                                    | 16,8 l Super                                    | 16,0 l Super                                    | 14,9 l Super                                    | 11,3 l Diesel                  | 11,1 l Diesel                  | 9,4 l Diesel                   |
| CO2-Emission (kombiniert)                   | 389 g/km                                        | 352 g/km                                        | 396 g/km                                        | 376 g/km                                        | 348 g/km                                        | 299 g/km                       | 294 g/km                       | 253 g/km                       |
| Abgasnorm nach EU-Klassifikation            | Euro 3                                          | Euro 4                                          | —                                               | Euro 4                                          | Euro 5                                          | Euro 3                         | Euro 4                         | Euro 5                         |

## Range Rover (LG/L405, 2012–2021)
| Sterne im Euro-NCAP-Crashtest (2012) |

Die vierte Generation des Range Rovers wurde am 6. September 2012 erstmals auf der Automobilausstellung Pariser Autosalon als Range Rover Parigi Concept vorgestellt. Bereits wenige Tage später lief die Serienproduktion an. Für die Entwicklung war das Designstudio und Karosseriebauunternehmen Vercarmodel Saro beauftragt worden.
Das Fahrzeug wurde komplett neu entwickelt. Als Besonderheit besitzt der Range Rover jetzt eine aus Aluminium hergestellte Monocoque-Karosserie, die 150 kg leichter als die Stahlblech-Karosserie des Vorgängermodells ist. Diese und weitere Leichtbaumaßnahmen, unter anderem am Fahrwerk, führen zu einem um bis zu 420 Kilogramm geringeren Leergewicht des Basismodelles. Weiterhin wurde beim Design der Scheinwerfer erstmals in diesem Fahrzeug durch die Kombination von LED und Lichtleitern eine Scheinwerfer-„Signatur“ erzeugt, die dem Range Rover eine einzigartige und individuelle Optik verleiht. Diese ist im normalen Betrieb als Tagfahrlicht in Betrieb und wird bei Nacht bzw. eingeschaltetem Abblendlicht etwas gedimmt und übernimmt die Funktion des Standlichts. Erstmals kann der Range Rover auch in zwei Radständen und mit einer 2-sitzigen Rückbank geordert werden, die durch eine Mittelkonsole geteilt wird. Diese stellt einer Verlängerung der vorderen Mittelkonsole dar und bietet den Insassen im Fond Möglichkeiten zur Bedienung der hinteren Klimazonen, der Massagefunktion, der Sitzheizung und Sitzklimatisierung sowie wahlweise ein gekühltes Staufach unter der Armlehne und eine Fernbedienung und Anschlüsse für das optionale Fond-Entertainment-System.
Durch die Gewichtsreduzierung wird auch erstmals seit 2006 wieder ein Sechszylinder-Dieselmotor eingesetzt, dessen Fahrleistungen denen des bisherigen Range Rovers TDV8 entsprechen.

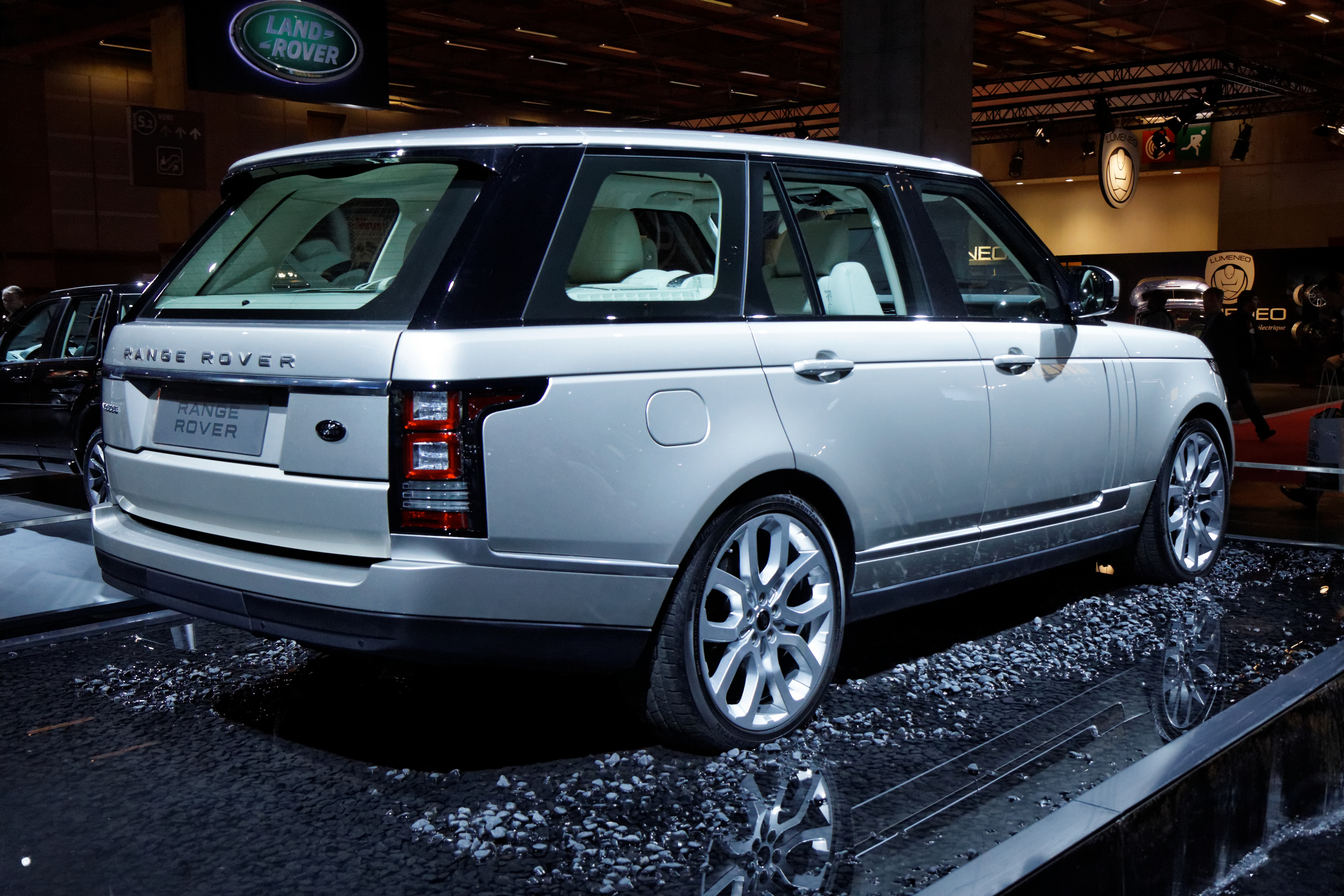
Heckansicht
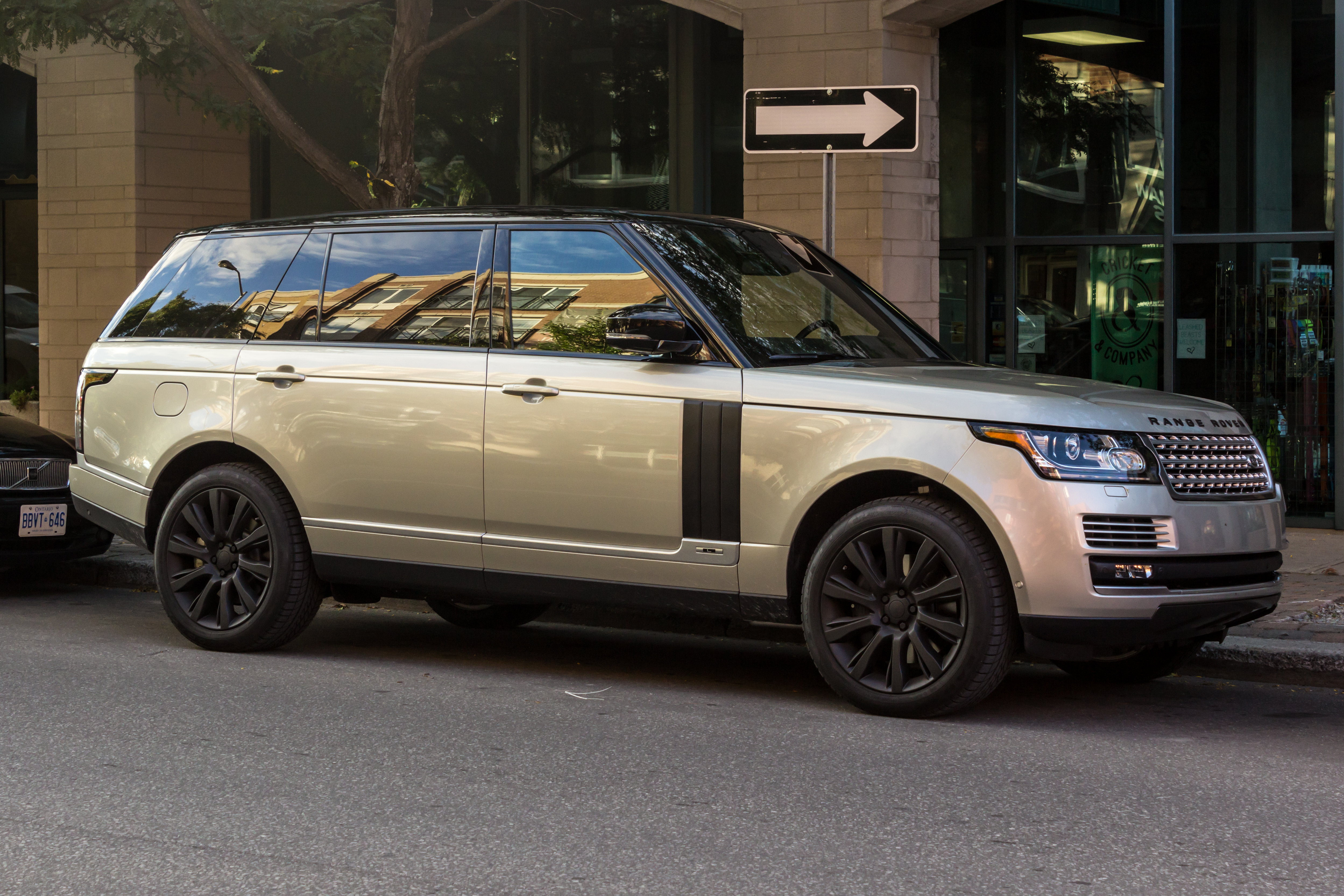
Range Rover mit langem Radstand
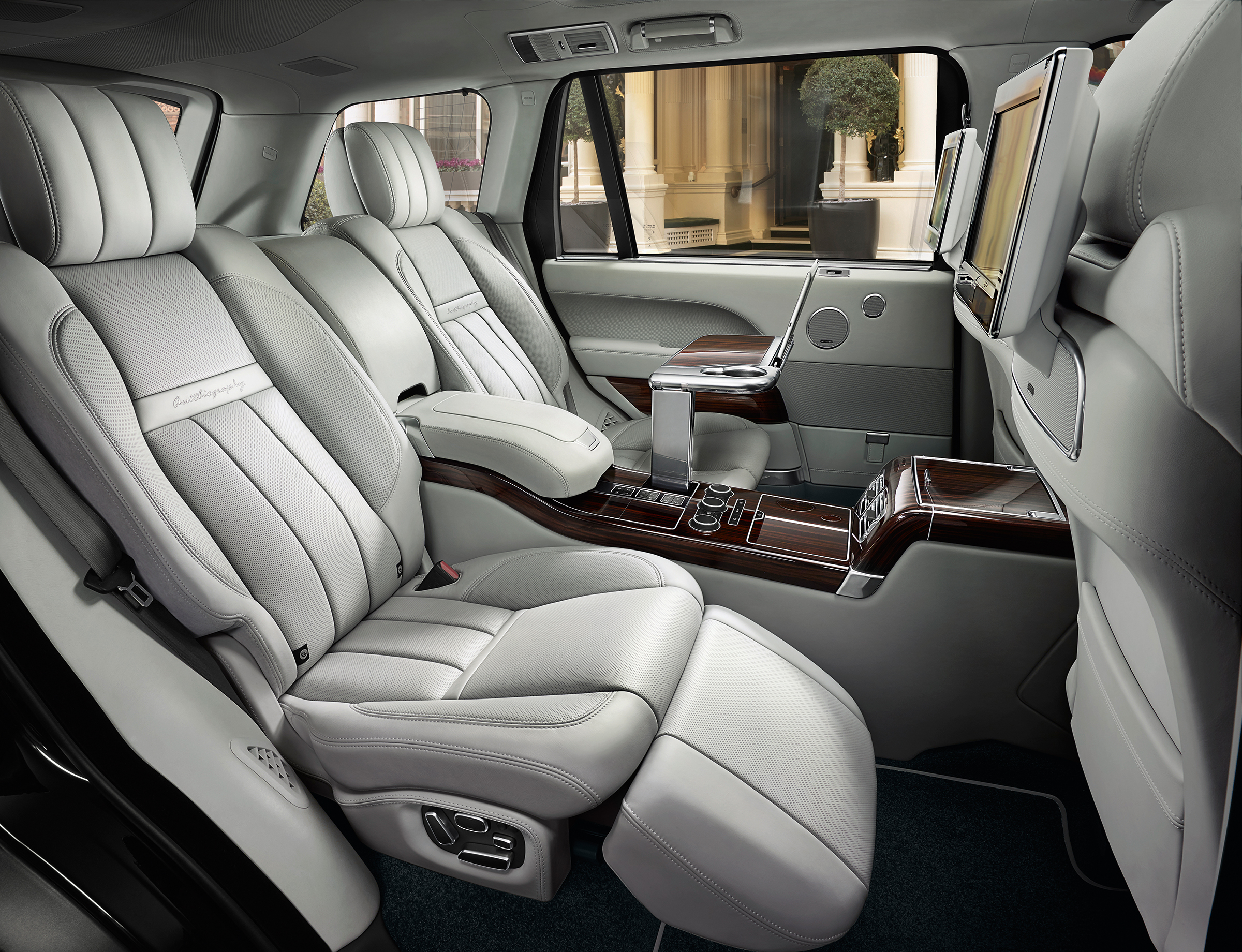
Innenraum SV Autobiography mit langem Radstand

### Geländeeigenschaften
Die vierte Generation des Range Rover hat eine weiter verbesserte Geländetauglichkeit. Dazu trägt nicht nur das geringere Gewicht bei, sondern auch eine geänderte Ansaugluftführung und eine völlig neuentwickelte Luftfederung. Dies ermöglicht eine Wattiefe von 90 cm (Vorgänger: 70 cm) und 30 cm Bodenfreiheit. Außerdem ist erstmals ein vollautomatisches Allradantriebssystem (Terrain Response 2 Auto) verfügbar. Beim bisherigen Antriebskonzept konnte durch die Wahl eines speziellen Fahrprogramms selbst festgelegt werden, auf welchem Untergrund man sich befindet. Im Gegensatz dazu wird nun durch die Überwachung des Schlupfs an einzelnen Rädern und die Verarbeitung weiterer Signale entsprechender Sensoren eigenständig das passende Programm gewählt. Als Option ist ein elektronisches Hinterachssperrdifferential verfügbar, das zusammen mit dem serienmäßigen, zweistufigen Untersetzungsgetriebe für Vortrieb bei Situationen sorgt, in denen ein Hinterrad keinen Bodenkontakt mehr hat.
Da der Range Rover nicht mehr wie ursprünglich auf einen Leiterrahmen aufgebaut ist, wurde die neue selbsttragende Karosserie steifer ausgelegt. Selbst bei maximaler Achsverschränkung verformt sie sich so gering, dass sich alle Türen und die Heckklappe öffnen und wieder schließen lassen.

### Ausstattungslinien
Beim Range Rover sind für den deutschen Markt die Ausstattungslinien HSE, Vogue und Autobiography verfügbar, die aufeinander aufbauen und je nach Wahl der Linie eine Fülle diverser Optionen bereits serienmäßig beinhalten, wobei HSE die Basis bildet und Autobiography eine Vielzahl an zusätzlichen Individualisierungsmöglichkeiten über besondere Lacke und Lederfarben bietet.

### Technische Daten
| Kenngrößen                                  | P400                                            | V8 Supercharged                        | V8 Supercharged                                                     | V8 Supercharged SVAutobiography   | V8 Supercharged SVAutobiography 2                                   | TDV6                                   | SDV6                              | D300                           | D350                           | SDV8                                                             | P400e PHEV                                                          | SDV6 Hybrid                    | SDV6 Hybrid                    |
| Bauzeitraum                                 | 07/2019–10/2021                                 | 08/2012–10/2017                        | 01/2018–10/2021                                                     | 01/2016–10/2017                   | 01/2018–10/2021                                                     | 08/2012–05/2018                        | 08/2018–07/2020                   | 08/2020–10/2021                | 08/2020–10/2021                | 08/2012–07/2020                                                  | 01/2018–10/2021                                                     | 04/2014–07/2015                | 08/2015–03/2017                |
| Motorkenndaten                              |                                                 |                                        |                                                                     |                                   |                                                                     |                                        |                                   |                                |                                |                                                                  |                                                                     |                                |                                |
| Motortyp                                    | R6-Ottomotor                                    | V8-Ottomotor                           | V8-Ottomotor                                                        | V8-Ottomotor                      | V8-Ottomotor                                                        | V6-Dieselmotor                         | V6-Dieselmotor                    | R6-Dieselmotor                 | R6-Dieselmotor                 | V8-Dieselmotor                                                   | R4-Ottomotor + Elektromotor                                         | V6-Dieselmotor + Elektromotor  | V6-Dieselmotor + Elektromotor  |
| Gemischaufbereitung                         | Benzin-Direkteinspritzung                       | Benzin-Direkteinspritzung              | Benzin-Direkteinspritzung                                           | Benzin-Direkteinspritzung         | Benzin-Direkteinspritzung                                           | Common-Rail-Direkteinspritzung         | Common-Rail-Direkteinspritzung    | Common-Rail-Direkteinspritzung | Common-Rail-Direkteinspritzung | Common-Rail-Direkteinspritzung                                   | Saugrohreinspritzung                                                | Common-Rail-Direkteinspritzung | Common-Rail-Direkteinspritzung |
| Motoraufladung                              | Turbolader                                      | Kompressor                             | Kompressor                                                          | Kompressor                        | Kompressor                                                          | Biturbo                                | Biturbo                           |                                |                                | Biturbo                                                          | Turbolader                                                          | Turbolader                     | Turbolader                     |
| Hubraum                                     | 2996 cm³                                        | 5000 cm³                               | 5000 cm³                                                            | 5000 cm³                          | 5000 cm³                                                            | 2993 cm³                               | 2993 cm³                          | 2997 cm³                       | 2997 cm³                       | 4367 cm³                                                         | 1997 cm³                                                            | 2993 cm³                       | 2993 cm³                       |
| max. Leistung                               | 294 kW (400 PS) bei 5500–6500/min               | 375 kW (510 PS) bei 6000–6500/min      | 386 kW (525 PS) bei 6000–6500/min                                   | 405 kW (550 PS) bei 6000–6500/min | 416 kW (565 PS) bei 6000–6500/min                                   | 190 kW (258 PS) bei 4000/min 3         | 202 kW (275 PS) bei 3500–4250/min | 221 kW (300 PS) bei 4000/min   | 257 kW (350 PS) bei 4000/min   | 250 kW (339 PS) bei 3500/min                                     | 297 kW (404 PS) bei 5500/min                                        | 250 kW (340 PS) bei 4000/min   | 260 kW (354 PS) bei 4000/min   |
| max. Drehmoment                             | 550 Nm bei 2000–5000/min                        | 625 Nm bei 2500–5500/min               | 625 Nm bei 2500–5500/min                                            | 680 Nm bei 3500–4000/min          | 700 Nm bei 3500–5000/min                                            | 600 Nm bei 2000/min 4                  | 625 Nm bei 1500–2250/min          | 650 Nm bei 1500–2500/min       | 700 Nm bei 1500–3000/min       | 740 Nm bei 1750–2250/min                                         | 640 Nm bei 1500–3500/min 5                                          | 700 Nm bei 2000/min            | 700 Nm bei 1500–1750/min       |
| Kraftübertragung                            |                                                 |                                        |                                                                     |                                   |                                                                     |                                        |                                   |                                |                                |                                                                  |                                                                     |                                |                                |
| Antrieb, serienmäßig                        | Allradantrieb                                   | Allradantrieb                          | Allradantrieb                                                       | Allradantrieb                     | Allradantrieb                                                       | Allradantrieb                          | Allradantrieb                     | Allradantrieb                  | Allradantrieb                  | Allradantrieb                                                    | Allradantrieb                                                       | Allradantrieb                  | Allradantrieb                  |
| Getriebe, serienmäßig                       | 8-Gang-Automatikgetriebe                        | 8-Gang-Automatikgetriebe               | 8-Gang-Automatikgetriebe                                            | 8-Gang-Automatikgetriebe          | 8-Gang-Automatikgetriebe                                            | 8-Gang-Automatikgetriebe               | 8-Gang-Automatikgetriebe          | 8-Gang-Automatikgetriebe       | 8-Gang-Automatikgetriebe       | 8-Gang-Automatikgetriebe                                         | 8-Gang-Automatikgetriebe                                            | 8-Gang-Automatikgetriebe       | 8-Gang-Automatikgetriebe       |
| Messwerte                                   |                                                 |                                        |                                                                     |                                   |                                                                     |                                        |                                   |                                |                                |                                                                  |                                                                     |                                |                                |
| Höchstgeschwindigkeit                       | 225 km/h                                        | 225–250 km/h                           | 225–250 km/h                                                        | 225–250 km/h                      | 225–250 km/h                                                        | 209–210 km/h                           | 209 km/h                          | 209 km/h                       | 225 km/h                       | 218 km/h                                                         | 220 km/h                                                            | 218 km/h                       | 218 km/h                       |
| Beschleunigung, 0–100 km/h                  | 6,3 s                                           | 5,4–5,8 s                              | 5,4 s                                                               | 5,4–5,5 s                         | 5,4 s                                                               | 7,9–8,0 s                              | 7,9 s                             | 7,4 s                          | 7,1–7,2 s                      | 6,9–7,2 s                                                        | 6,4–6,8 s                                                           | 6,9 s                          | 6,9 s                          |
| Kraftstoffverbrauch auf 100 km (kombiniert) | 9,3–9,5 l Super                                 | 12,8 l Super                           | 12,8 l Super                                                        | 12,8 l Super                      | 12,8 l Super                                                        | 6,9 l Diesel                           | 7,6–7,8 l Diesel                  | 7,8–8,4 l Diesel               | 8,3–8,5 l Diesel               | 8,4 l Diesel                                                     | 2,8–3,6 l Super                                                     | 6,4 l Diesel                   | 6,2 l Diesel                   |
| CO2-Emission (kombiniert)                   | 212–216 g/km                                    | 299 g/km                               | 294 g/km                                                            | 299 g/km                          | 294 g/km                                                            | 182 g/km                               | 200–207 g/km                      | 205–223 g/km                   | 220–225 g/km                   | 219 g/km                                                         | 64–82 g/km                                                          | 169 g/km                       | 164 g/km                       |
| Abgasnorm nach EU-Klassifikation            | bis 07/2020: Euro 6d-TEMP seit 08/2020: Euro 6d | bis 07/2015: Euro 5 ab 08/2015: Euro 6 | bis 07/2018: Euro 6 bis 07/2020: Euro 6d-TEMP seit 08/2020: Euro 6d | Euro 6                            | bis 07/2018: Euro 6 bis 07/2020: Euro 6d-TEMP seit 08/2020: Euro 6d | bis 07/2015: Euro 5 ab 08/2015: Euro 6 | Euro 6d-TEMP                      | Euro 6d                        | Euro 6d                        | bis 07/2015: Euro 5 bis 07/2018: Euro 6 ab 08/2018: Euro 6d-TEMP | bis 07/2018: Euro 6 bis 07/2020: Euro 6d-TEMP seit 08/2020: Euro 6d | Euro 5                         | Euro 6                         |

#### SVAutobiography (Modelljahr 2016)

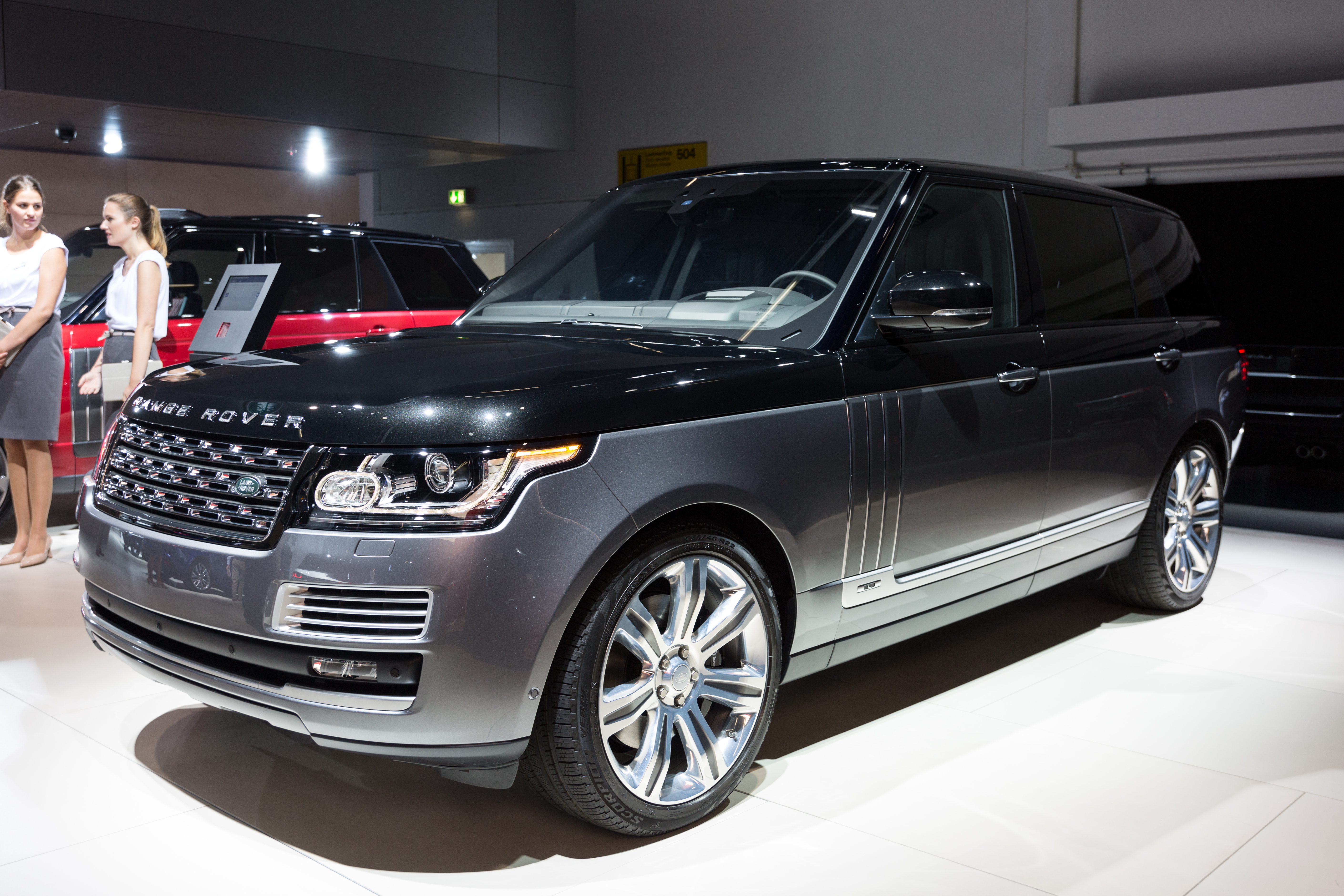
Range Rover SVAutobiography L

Land Rover zeigte auf der New York International Auto Show 2015 mit dem SVAutobiography erstmals die neue Top-Ausstattungsvariante des Range Rover für das Modelljahr 2016. Entwickelt vom „Special Vehicle Operations“-Team, ist der SVAutobiography mit zwei Radständen erhältlich und verfügt erstmals über das zweifarbige „Duo-tone“-Karosseriestyling sowie einen neuen Kühlergrill in dunklem Graphit Atlas und Hochglanzchrom. Beim Interieur verwendete Land Rover hochwertige Materialien wie Leder, Holz-Applikationen und verziertes Aluminium.

##### Antrieb und Fahrwerk
Der SVAutobiography hat einen kompressorgeladenen V8-Motor mit Motorblock und Zylinderkopf aus Aluminium, der bereits im Range Rover Sport SVR zum Einsatz kommt. Der Motor hat 5 Liter Hubraum und eine Leistung von 405 kW (550 PS). Das maximale Drehmoment beträgt 680 Nm bei 3500/min. Damit ist der SVAutobiography der leistungsstärkste Range Rover in der 45-jährigen Modellgeschichte. Das Getriebe ist ein Wandlerautomatgetriebe von ZF mit acht Fahrstufen. Rundherum hat der Wagen Felgen mit einem Durchmesser von 22 in (560 mm). Die Bremsanlage wirkt auf Scheibenbremsen mit Bremssatteln, die von Brembo zugeliefert wurden. Ab dem Modelljahr 2018 leistet der Motor 416 kW (565 PS) und liefert ein maximales Drehmoment von 700 Nm.

##### Infotainmentsystem
Der zentrale Touchscreen in der holzvertäfelten vorderen Mittelkonsole fungiert als Schnittstelle zum Infotainment-System InControlTM, das eine Verbindung mit Android- und iOS-basierten Smartphones ermöglicht. Darüber hinaus zeigt der Bildschirm Livebilder der Fahrzeugumgebung, aufgenommen von insgesamt vier Digitalkameras an Stoßfängern und Außenspiegeln. Sowohl einzeln als auch kombiniert ansteuerbar, können alle zusammen eine 360°-Rundumsicht generieren. Auf der Unterseite des hinteren Stoßfängers ermöglichen es seitliche Sensoren, die Heckklappe mit einer Fußbewegung zu öffnen. Die Anhängelast beträgt 3.500 kg.

#### SV Coupé (Modelljahr 2019)

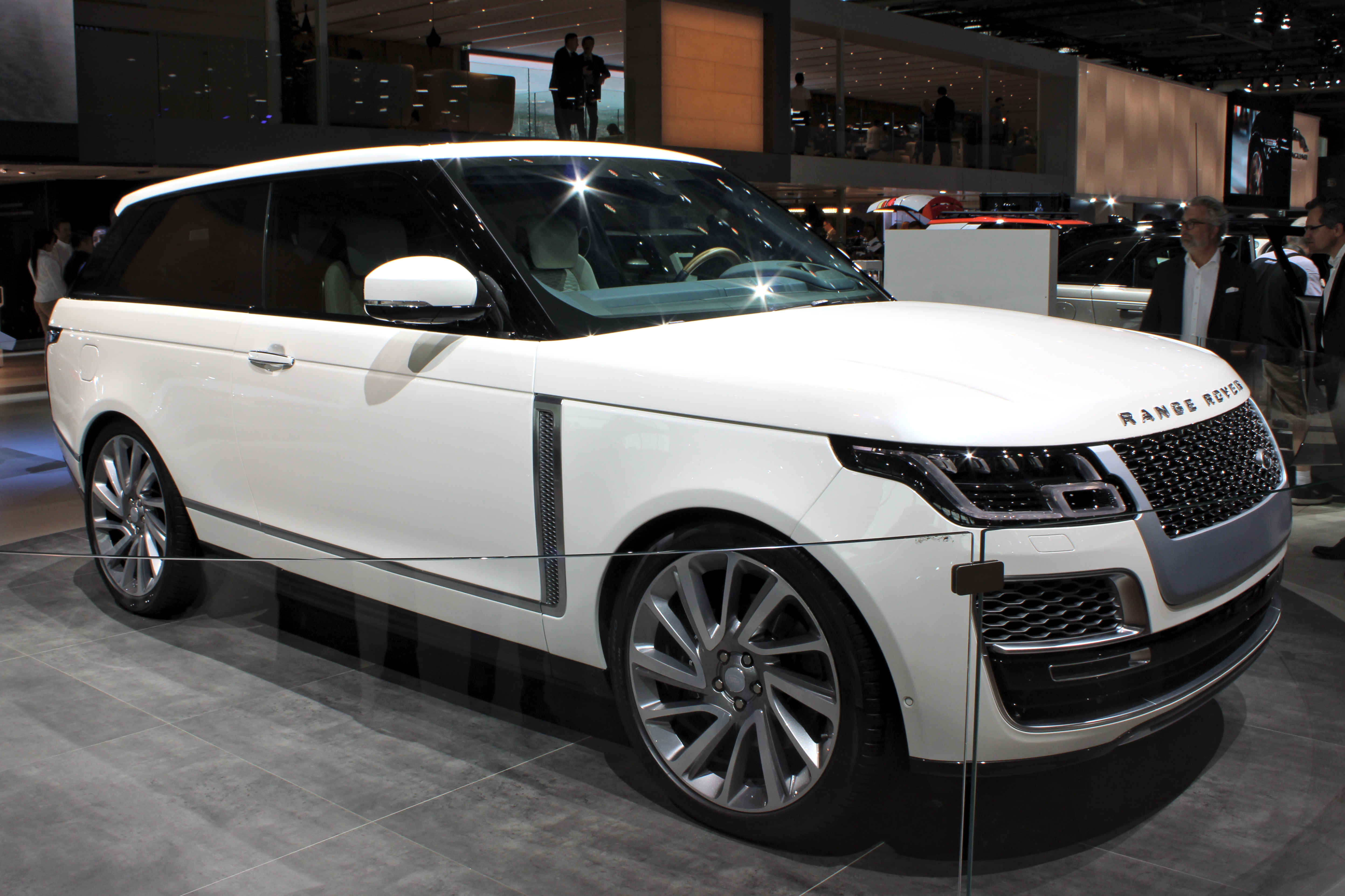
Range Rover SV Coupé

Auf dem 88. Genfer Auto-Salon im März 2018 präsentierte Land Rover mit dem Range Rover SV Coupé eine Variante ohne Fondtüren auf Basis der vierten Range-Rover-Generation. Ursprünglich sollte das Fahrzeug in einer limitierten Auflage von 999 Exemplaren gebaut werden. Ende Januar 2019 gab der Hersteller bekannt, dass das Projekt aus wirtschaftlichen Gründen nicht realisiert werde.

#### Fifty (Modelljahr 2020)
Anlässlich des 50-jährigen Jubiläums legte Land Rover im Jahr 2020 das auf 1970 Exemplare limitierte Sondermodell Fifty auf. Es basiert auf der Ausstattungslinie Autobiography. Die Farbpalette orientiert sich an der ersten Generation des Range Rovers. Antriebsseitig stehen alle zum Modelljahr 2020 verfügbaren Varianten zur Auswahl.

## Range Rover (L460, seit 2021)
| Sterne im Euro-NCAP-Crashtest (2022) |

Am 26. Oktober 2021 wurde die fünfte Generation des Range Rover vorgestellt. Ende April 2022 kam sie auf den Markt. Sie ist wieder in zwei Längen verfügbar, wobei die Baureihe erstmals auch als Siebensitzer erhältlich ist.

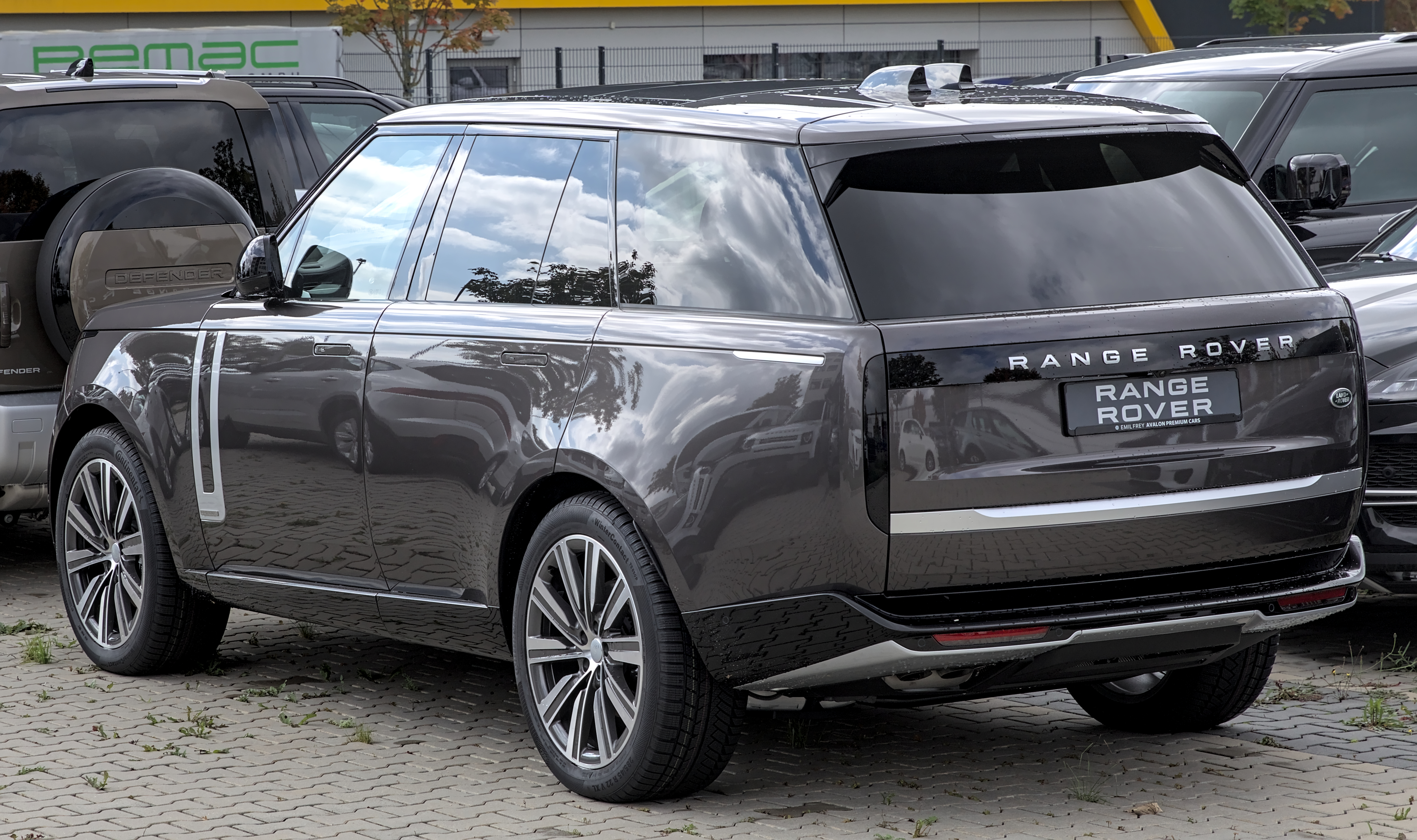
Heckansicht
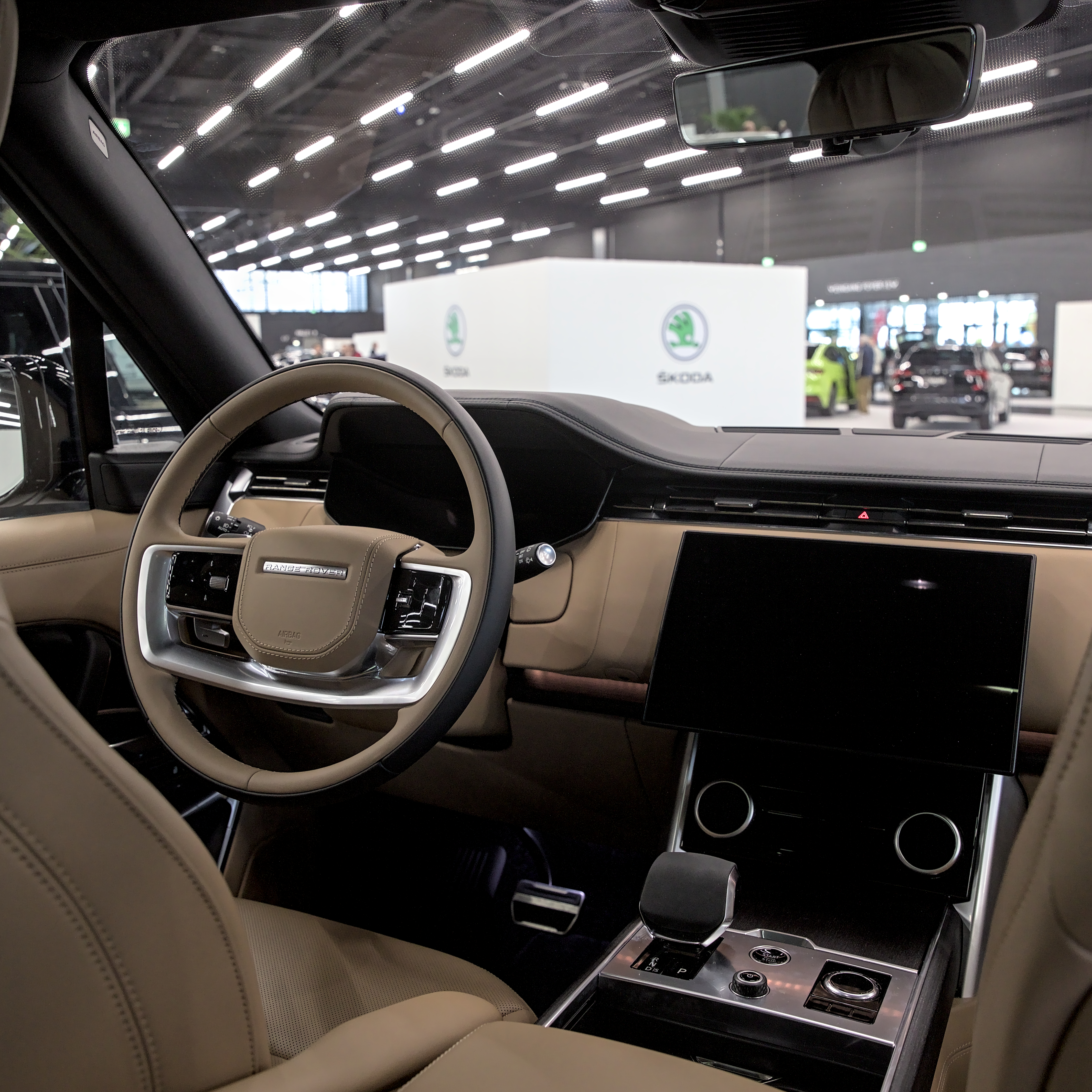
Innenansicht

Technisch baut die Baureihe auf einer neuen Plattform auf, die das Gewicht reduzieren und die Fahrdynamik verbessern soll. Eine neue Fünflenker-Hinterachse soll außerdem den Komfort steigern. Zudem wird serienmäßig eine Allradlenkung verbaut. Angetrieben wurde der Range Rover zunächst von zwei Ottomotoren und einem Dieselmotor in drei Leistungsstufen. Alle diese Varianten sind als Mild-Hybrid ausgeführt. Kurz darauf folgten zwei Plug-in-Hybride. Im Mai 2023 wurde die Antriebspalette überarbeitet.

### Technische Daten (normaler Radstand)
| Kenngrößen                                   | P400                       | P440e                       | P460e                       | P460e                       | P510e                       | P550e                       | P550e                       | P530                       | P530                       | P615                       | P615                       | D250                       | D300                       | D300                       | D350                       | D350                       |
| -------------------------------------------- | -------------------------- | --------------------------- | --------------------------- | --------------------------- | --------------------------- | --------------------------- | --------------------------- | -------------------------- | -------------------------- | -------------------------- | -------------------------- | -------------------------- | -------------------------- | -------------------------- | -------------------------- | -------------------------- |
| Bauzeitraum:                                 | 10/2021–05/2023            | 10/2021–05/2023             | 05/2023–04/2024             | seit 04/2024                | 10/2021–05/2023             | 05/2023–04/2024             | seit 04/2024                | 10/2021–04/2024            | seit 04/2024               | 05/2023–04/2024            | seit 04/2024               | 10/2021–05/2023            | 10/2021–04/2024            | seit 04/2024               | 10/2021–04/2024            | seit 04/2024               |
| Motorbezeichnung:                            | Ingenium AJ300             | Ingenium AJ300              | Ingenium AJ300              | Ingenium AJ300              | Ingenium AJ300              | Ingenium AJ300              | Ingenium AJ300              | BMW N63                    | BMW N63                    | BMW N63                    | BMW N63                    | Ingenium AJ300D            | Ingenium AJ300D            | Ingenium AJ300D            | Ingenium AJ300D            | Ingenium AJ300D            |
| Motortyp:                                    | R6-Ottomotor               | R6-Ottomotor + Elektromotor | R6-Ottomotor + Elektromotor | R6-Ottomotor + Elektromotor | R6-Ottomotor + Elektromotor | R6-Ottomotor + Elektromotor | R6-Ottomotor + Elektromotor | V8-Ottomotor               | V8-Ottomotor               | V8-Ottomotor               | V8-Ottomotor               | R6-Dieselmotor             | R6-Dieselmotor             | R6-Dieselmotor             | R6-Dieselmotor             | R6-Dieselmotor             |
| Gemischaufbereitung:                         | Benzindirekteinspritzung   | Benzindirekteinspritzung    | Benzindirekteinspritzung    | Benzindirekteinspritzung    | Benzindirekteinspritzung    | Benzindirekteinspritzung    | Benzindirekteinspritzung    | Benzindirekteinspritzung   | Benzindirekteinspritzung   | Benzindirekteinspritzung   | Benzindirekteinspritzung   | Common-Rail-Einspritzung   | Common-Rail-Einspritzung   | Common-Rail-Einspritzung   | Common-Rail-Einspritzung   | Common-Rail-Einspritzung   |
| Motoraufladung:                              | Biturbo                    | Biturbo                     | Biturbo                     | Biturbo                     | Biturbo                     | Biturbo                     | Biturbo                     | Biturbo                    | Biturbo                    | Biturbo                    | Biturbo                    | Turbolader                 | Turbolader                 | Turbolader                 | Turbolader                 | Turbolader                 |
| Hubraum:                                     | 2996 cm³                   | 2996 cm³                    | 2997 cm³                    | 2997 cm³                    | 2996 cm³                    | 2997 cm³                    | 2997 cm³                    | 4395 cm³                   | 4395 cm³                   | 4395 cm³                   | 4395 cm³                   | 2997 cm³                   | 2997 cm³                   | 2997 cm³                   | 2997 cm³                   | 2997 cm³                   |
| Verdichtungsverhältnis:                      | 10,5 : 1                   | 10,5 : 1                    | 10,5 : 1                    | 10,5 : 1                    | 10,5 : 1                    | 10,5 : 1                    | 10,5 : 1                    | 10,5 : 1                   | 10,5 : 1                   | 10,5 : 1                   | 10,5 : 1                   | 15,5 : 1                   | 15,5 : 1                   | 15,5 : 1                   | 15,5 : 1                   | 15,5 : 1                   |
| max. Leistung bei min−1:                     | 294 kW (400 PS)/5500–6500  | 324 kW (440 PS)/5500–6500   | 338 kW (460 PS)/5500–6500   | 338 kW (460 PS)/5500–6500   | 375 kW (510 PS)/5500–6500   | 405 kW (550 PS)/5500–6500   | 405 kW (550 PS)/5500–6500   | 390 kW (530 PS)/5000–7000  | 390 kW (530 PS)/5000–7000  | 452 kW (615 PS)/5855–7000  | 452 kW (615 PS)/5855–7000  | 183 kW (249 PS)/4000       | 221 kW (300 PS)/4000       | 221 kW (300 PS)/4000       | 258 kW (350 PS)/4000       | 258 kW (350 PS)/4000       |
| max. Drehmoment bei min−1:                   | 550 Nm/2000–5000           | 550 Nm/1500–5000            | 660 Nm/2000–5000            | 660 Nm/2000–5000            | 550 Nm/1500–5000            | 800 Nm/2000–5000            | 800 Nm/2000–5000            | 750 Nm/1800–4500           | 750 Nm/1800–4500           | 750 Nm/1800–4600           | 750 Nm/1800–4600           | 600 Nm/1250–2250           | 650 Nm/1500–2500           | 650 Nm/1500–2500           | 700 Nm/1500–3000           | 700 Nm/1500–3000           |
| Antriebsart, serienmäßig:                    | Allradantrieb              | Allradantrieb               | Allradantrieb               | Allradantrieb               | Allradantrieb               | Allradantrieb               | Allradantrieb               | Allradantrieb              | Allradantrieb              | Allradantrieb              | Allradantrieb              | Allradantrieb              | Allradantrieb              | Allradantrieb              | Allradantrieb              | Allradantrieb              |
| Getriebeart, serienmäßig:                    | 8-Stufen-Automatikgetriebe | 8-Stufen-Automatikgetriebe  | 8-Stufen-Automatikgetriebe  | 8-Stufen-Automatikgetriebe  | 8-Stufen-Automatikgetriebe  | 8-Stufen-Automatikgetriebe  | 8-Stufen-Automatikgetriebe  | 8-Stufen-Automatikgetriebe | 8-Stufen-Automatikgetriebe | 8-Stufen-Automatikgetriebe | 8-Stufen-Automatikgetriebe | 8-Stufen-Automatikgetriebe | 8-Stufen-Automatikgetriebe | 8-Stufen-Automatikgetriebe | 8-Stufen-Automatikgetriebe | 8-Stufen-Automatikgetriebe |
| Leergewicht:                                 | 2454 kg                    | 2770 kg                     | 2770 kg                     | 2770 kg                     | 2810 kg                     | 2810 kg                     | 2810 kg                     | 2585 kg                    | 2585 kg                    | 2791 kg                    | 2791 kg                    | 2505 kg                    | 2505 kg                    | 2505 kg                    | 2504 kg                    | 2504 kg                    |
| Beschleunigung, 0–100 km/h:                  | 5,8 s                      | 6,0 s                       | 5,7 s                       | 5,7 s                       | 5,5 s                       | 5,0 s                       | 4,9 s                       | 4,6 s                      | 4,6 s                      | 4,5 s                      | 4,5 s                      | 8,3 s                      | 6,9 s                      | 6,6 s                      | 6,1 s                      | 6,0 s                      |
| Höchstgeschwindigkeit:                       | 242 km/h                   | 225 km/h                    | 225 km/h                    | 225 km/h                    | 242 km/h                    | 242 km/h                    | 242 km/h                    | 250 km/h                   | 250 km/h                   | 261 km/h                   | 261 km/h                   | 206 km/h                   | 218 km/h                   | 218 km/h                   | 234 km/h                   | 234 km/h                   |
| Kraftstoffverbrauch auf 100 km (kombiniert): | 10,2 l Super               | 0,9 l Super                 | 0,8 l Super                 | 0,8 l Super                 | 0,9 l Super                 | 0,8 l Super                 | 0,8 l Super                 | 11,9 l Super               | 11,6 l Super               | 12,0 l Super               | 11,7 l Super               | 8,2 l Diesel               | 8,2 l Diesel               | 7,6 l Diesel               | 8,2–8,3 l Diesel           | 7,6 l Diesel               |
| CO2-Emission, kombiniert:                    | 230 g/km                   | 21 g/km                     | 19 g/km                     | 18 g/km                     | 21 g/km                     | 19 g/km                     | 18 g/km                     | 270 g/km                   | 263 g/km                   | 272 g/km                   | 264 g/km                   | 215 g/km                   | 215 g/km                   | 199 g/km                   | 215–217 g/km               | 199 g/km                   |
| Tankinhalt:                                  | 90 l                       | 90 l                        | 72 l                        | 72 l                        | 90 l                        | 72 l                        | 72 l                        | 90 l                       | 90 l                       | 90 l                       | 90 l                       | 80 l                       | 80 l                       | 80 l                       | 80 l                       | 80 l                       |
| Energieinhalt des Akkumulators (nutzbar):    | —                          | 31,8 kWh                    | 31,8 kWh                    | 31,8 kWh                    | 31,8 kWh                    | 31,8 kWh                    | 31,8 kWh                    | —                          | —                          | —                          | —                          | —                          | —                          | —                          | —                          | —                          |
| elektrische Reichweite (WLTP):               | —                          | 109 km                      | 109 km                      | 114 km                      | 109 km                      | 109 km                      | 113 km                      | —                          | —                          | —                          | —                          | —                          | —                          | —                          | —                          | —                          |
| Abgasnorm nach EU-Klassifikation:            | Euro 6d                    | Euro 6d                     | Euro 6d                     | Euro 6e                     | Euro 6d                     | Euro 6d                     | Euro 6e                     | Euro 6d                    | Euro 6e                    | Euro 6d                    | Euro 6e                    | Euro 6d                    | Euro 6d                    | Euro 6e                    | Euro 6d                    | Euro 6e                    |

### Technische Daten (langer Radstand)
|                                              | P400                       | P440e                       | P460e                       | P460e                       | P530                       | P530                       | P615                       | P615                       | D350                       | D350                       |
| -------------------------------------------- | -------------------------- | --------------------------- | --------------------------- | --------------------------- | -------------------------- | -------------------------- | -------------------------- | -------------------------- | -------------------------- | -------------------------- |
| Bauzeitraum:                                 | 10/2021–05/2023            | 01/2022–05/2023             | 05/2023–04/2024             | seit 04/2024                | 10/2021–04/2024            | seit 04/2024               | 05/2023–04/2024            | seit 04/2024               | 10/2021–04/2024            | seit 04/2024               |
| Motorbezeichnung:                            | Ingenium AJ300             | Ingenium AJ300              | Ingenium AJ300              | Ingenium AJ300              | BMW N63                    | BMW N63                    | BMW N63                    | BMW N63                    | Ingenium AJ300D            | Ingenium AJ300D            |
| Motortyp:                                    | R6-Ottomotor               | R6-Ottomotor + Elektromotor | R6-Ottomotor + Elektromotor | R6-Ottomotor + Elektromotor | V8-Ottomotor               | V8-Ottomotor               | V8-Ottomotor               | V8-Ottomotor               | R6-Dieselmotor             | R6-Dieselmotor             |
| Gemischaufbereitung:                         | Benzindirekteinspritzung   | Benzindirekteinspritzung    | Benzindirekteinspritzung    | Benzindirekteinspritzung    | Benzindirekteinspritzung   | Benzindirekteinspritzung   | Benzindirekteinspritzung   | Benzindirekteinspritzung   | Common-Rail-Einspritzung   | Common-Rail-Einspritzung   |
| Motoraufladung:                              | Biturbo                    | Biturbo                     | Biturbo                     | Biturbo                     | Biturbo                    | Biturbo                    | Biturbo                    | Biturbo                    | Turbolader                 | Turbolader                 |
| Hubraum:                                     | 2996 cm³                   | 2996 cm³                    | 2997 cm³                    | 2997 cm³                    | 4395 cm³                   | 4395 cm³                   | 4395 cm³                   | 4395 cm³                   | 2997 cm³                   | 2997 cm³                   |
| Verdichtungsverhältnis:                      | 10,5 : 1                   | 10,5 : 1                    | 10,5 : 1                    | 10,5 : 1                    | 10,5 : 1                   | 10,5 : 1                   | 10,5 : 1                   | 10,5 : 1                   | 15,5 : 1                   | 15,5 : 1                   |
| max. Leistung bei min−1:                     | 294 kW (400 PS)/5500–6500  | 324 kW (440 PS)/5500–6500   | 338 kW (460 PS)/5500–6500   | 338 kW (460 PS)/5500–6500   | 390 kW (530 PS)/5000–7000  | 390 kW (530 PS)/5000–7000  | 452 kW (615 PS)/5855–7000  | 452 kW (615 PS)/5855–7000  | 258 kW (350 PS)/4000       | 258 kW (350 PS)/4000       |
| max. Drehmoment bei min−1:                   | 550 Nm/2000–5000           | 550 Nm/1500–5000            | 660 Nm/2000–5000            | 660 Nm/2000–5000            | 750 Nm/1800–4500           | 750 Nm/1800–4500           | 750 Nm/1800–4600           | 750 Nm/1800–4600           | 700 Nm/1500–2500           | 700 Nm/1500–2500           |
| Antriebsart, serienmäßig:                    | Allradantrieb              | Allradantrieb               | Allradantrieb               | Allradantrieb               | Allradantrieb              | Allradantrieb              | Allradantrieb              | Allradantrieb              | Allradantrieb              | Allradantrieb              |
| Getriebeart, serienmäßig:                    | 8-Stufen-Automatikgetriebe | 8-Stufen-Automatikgetriebe  | 8-Stufen-Automatikgetriebe  | 8-Stufen-Automatikgetriebe  | 8-Stufen-Automatikgetriebe | 8-Stufen-Automatikgetriebe | 8-Stufen-Automatikgetriebe | 8-Stufen-Automatikgetriebe | 8-Stufen-Automatikgetriebe | 8-Stufen-Automatikgetriebe |
| Leergewicht:                                 | 2519–2616 kg               | 2810 kg                     | 2810 kg                     | 2810 kg                     | 2626–2725 kg               | 2626–2725 kg               | 2785 kg                    | 2785 kg                    | 2569–2666 kg               | 2569–2666 kg               |
| Beschleunigung, 0–100 km/h:                  | 5,9–6,1 s                  | 6,0 s                       | 5,8 s                       | 5,8 s                       | 4,7–4,8 s                  | 4,7–4,8 s                  | 4,6 s                      | 4,6 s                      | 6,3–6,4 s                  | 6,1–6,3 s                  |
| Höchstgeschwindigkeit:                       | 242 km/h                   | 225 km/h                    | 225 km/h                    | 225 km/h                    | 250 km/h                   | 250 km/h                   | 261 km/h                   | 261 km/h                   | 234 km/h                   | 234 km/h                   |
| Kraftstoffverbrauch auf 100 km (kombiniert): | 10,2–11,0 l Super          | 0,9 l Super                 | 0,8 l Super                 | 0,8 l Super                 | 12,1–12,9 l Super          | 11,7–11,8 l Super          | 12,0 l Super               | 11,7 l Super               | 7,7–8,4 l Diesel           | 7,6–7,7 l Diesel           |
| CO2-Emission, kombiniert:                    | 233–253 g/km               | 21 g/km                     | 19 g/km                     | 19 g/km                     | 277–295 g/km               | 264–266 g/km               | 272 g/km                   | 264 g/km                   | 203–221 g/km               | 200–202 g/km               |
| Tankinhalt:                                  | 90 l                       | 90 l                        | 72 l                        | 72 l                        | 90 l                       | 90 l                       | 90 l                       | 90 l                       | 80 l                       | 80 l                       |
| Energieinhalt des Akkumulators (nutzbar):    | —                          | 31,8 kWh                    | 31,8 kWh                    | 31,8 kWh                    | —                          | —                          | —                          | —                          | —                          | —                          |
| elektrische Reichweite (WLTP):               | —                          | 109 km                      | 109 km                      | 113 km                      | —                          | —                          | —                          | —                          | —                          | —                          |
| Abgasnorm nach EU-Klassifikation:            | Euro 6d                    | Euro 6d                     | Euro 6d                     | Euro 6e                     | Euro 6d                    | Euro 6e                    | Euro 6d                    | Euro 6e                    | Euro 6d                    | Euro 6e                    |

### Carmel Edition
Im August 2022 präsentierte der Hersteller das auf 17 Exemplare limitierte Sondermodell Carmel Edition. Es basiert auf der Langversion, hat vier Sitze und ist ausschließlich in Nordamerika erhältlich.

### Lansdowne Edition
Das Sondermodell Lansdowne Edition ist auf 16 Exemplare limitiert und debütierte im Februar 2023 anlässlich einer Renovierung eines Showrooms in Mayfair. Erhältlich ist es nur im Vereinigten Königreich.

### Orpheus Limited Edition
Im November 2024 wurde das auf sechs Exemplare limitierte Sondermodell Orpheus Limited Edition vorgestellt. Sie wird nur in Australien verkauft. Der Name entstammt einer Insel in Queensland. Das Sondermodell ist in Hochglanzblau lackiert und hat ein silberfarbenes Dach.

## Umstellung auf elektrische Antriebe
Der Hersteller Jaguar Land Rover (JLR) kündigte am 15. Februar 2021 an, künftig ausschließlich elektrifizierte Fahrzeuge anbieten zu wollen; bei der Marke Land Rover wird die Umstellung auf E-Modelle jedoch länger als bei der Marke Jaguar dauern. Ab 2025 soll der erste vollelektrische Land Rover angeboten werden, bis 2030 sollen alle Modellvarianten mit einem Elektromotor angeboten werden. Zu diesem Zweck investiert JLR 2,5 Milliarden Pfund (2,9 Milliarden Euro) pro Jahr in die Elektrifizierung und die Entwicklung vernetzter Dienste.

## Realverbrauch
Die Zeitschrift auto motor sport testete verschiedene Fahrzeugtypen hinsichtlich ihres Realverbrauchs im Alltag. Der Range Rover  D350 HSE weist einen WLTP-Verbrauch von 8,2 Litern Diesel auf 100 Kilometern aus. Von diesem Wert entfernt er sich jedoch im Alltag. In dem Test wurde ein Durchschnittsverbrauch von 10,6 Litern ermittelt. Das Ergebnis wurde aus Fahrten im Eco-, Pendler- und Sportmodus ermittelt. Im Eco-Modus wurden 8,2 Liter, im Pendler-Modus 10,6 Liter und im Sport-Modus 13,2 Liter verbraucht.

## Trivia
- Die ersten Prototypen vom Range Rover (1967) wurden aus Geheimhaltungsgründen für die ersten Fahrtests Velar (Vee Eight LAnd Rover) genannt und mit entsprechenden Plaketten versehen. Diese Fahrzeuge sind heute gesuchte Sammlerobjekte, für die hohe Preise gezahlt werden.
- Erich Honecker soll einen Range Rover mit von Rometsch modifizierter Karosserie als Jagdwagen genutzt haben.[18]
- Der Franzose Alain Génestier gewann 1979 auf einem Range Rover die Automobilwertung der ersten Rallye Paris–Dakar.
- 1983 erbte der Land Rover 90/110 das Fahrwerk des Range Rovers.